# Liffré
Liffré est une commune française peuplée de 8 987 habitants située dans le département d'Ille-et-Vilaine, en région Bretagne. Elle est le bureau centralisateur du canton de Liffré.
Ses habitants sont appelés les Liffréens et les Liffréennes.

## Géographie

### Situation
Liffré est située à 293 km de Paris, à 28 km de Fougères, à 18 km de Rennes, à 20 km de la gare TGV de Rennes, et à 30 km de l'aéroport de Rennes-Bretagne. Une liaison de transport en commun par autocar est assurée tous les jours en direction de Rennes et de Fougères par le réseau de transport en commun interurbain BreizhGo. La commune est traversée par l'autoroute des estuaires A84 (échangeurs 26 Liffré-centre et 27 Liffré-Beaugé).

### Communes limitrophes

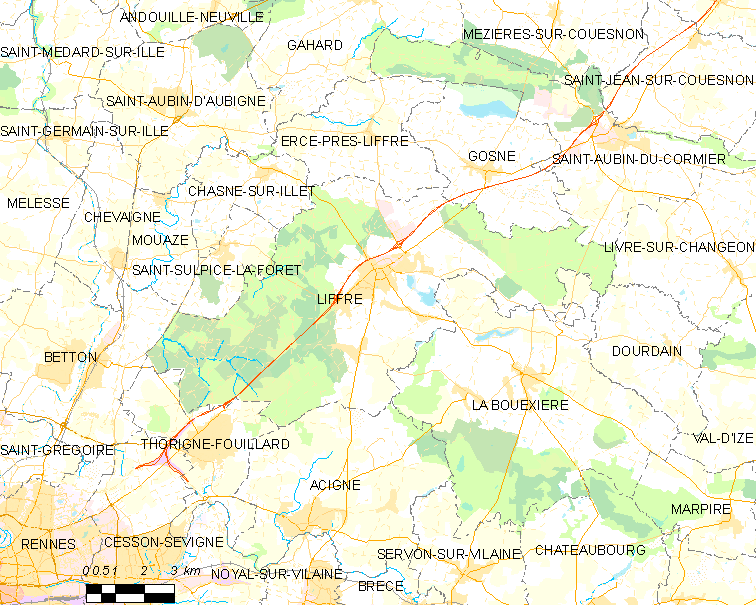
Carte de la commune de Liffré et des communes avoisinantes.

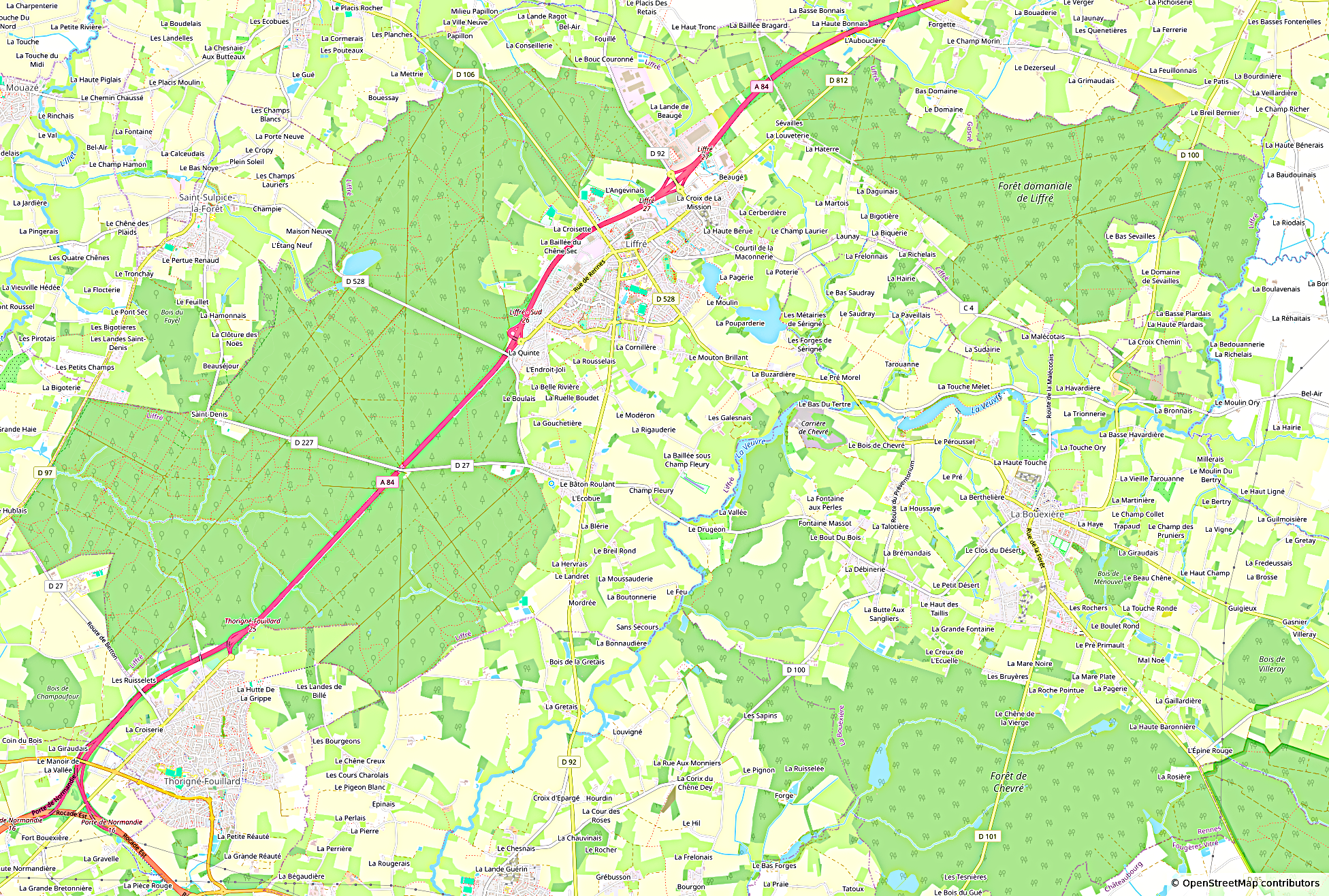
Carte de la commune de Liffré et des forêts l'entourant (Openstreetmap).

### Relief et hydrographie
La superficie de la commune est de 6 686 hectares dont 3 985 de forêts (forêt domaniale de Rennes et forêt domaniale de Liffré) ; son altitude varie de 40  à   113 mètres.
Les altitudes vont de 114 mètres à 40 mètres. Le point le plus haut est dans la lande de Beaugé, en bordure orientale de la tranchée de l'autoroute A84, mais des altitudes  de 2006-107 mètres se rencontrent en lisière sud-ouest de la Forêt de Liffré, le long de la ligne forestière de la Lande de Neuville, ainsi qu'en Forêt de Rennes, à Mi-Forêt. L'altitude la plus basse est à la limite sud-est de la commune, au sud du hameau de Sans-Secours, dans la vallée de la Veuvre, à l'endroit où ce cours d'eau quitte la commune. Le bourg est vers 80-90 mètres d'altitude.

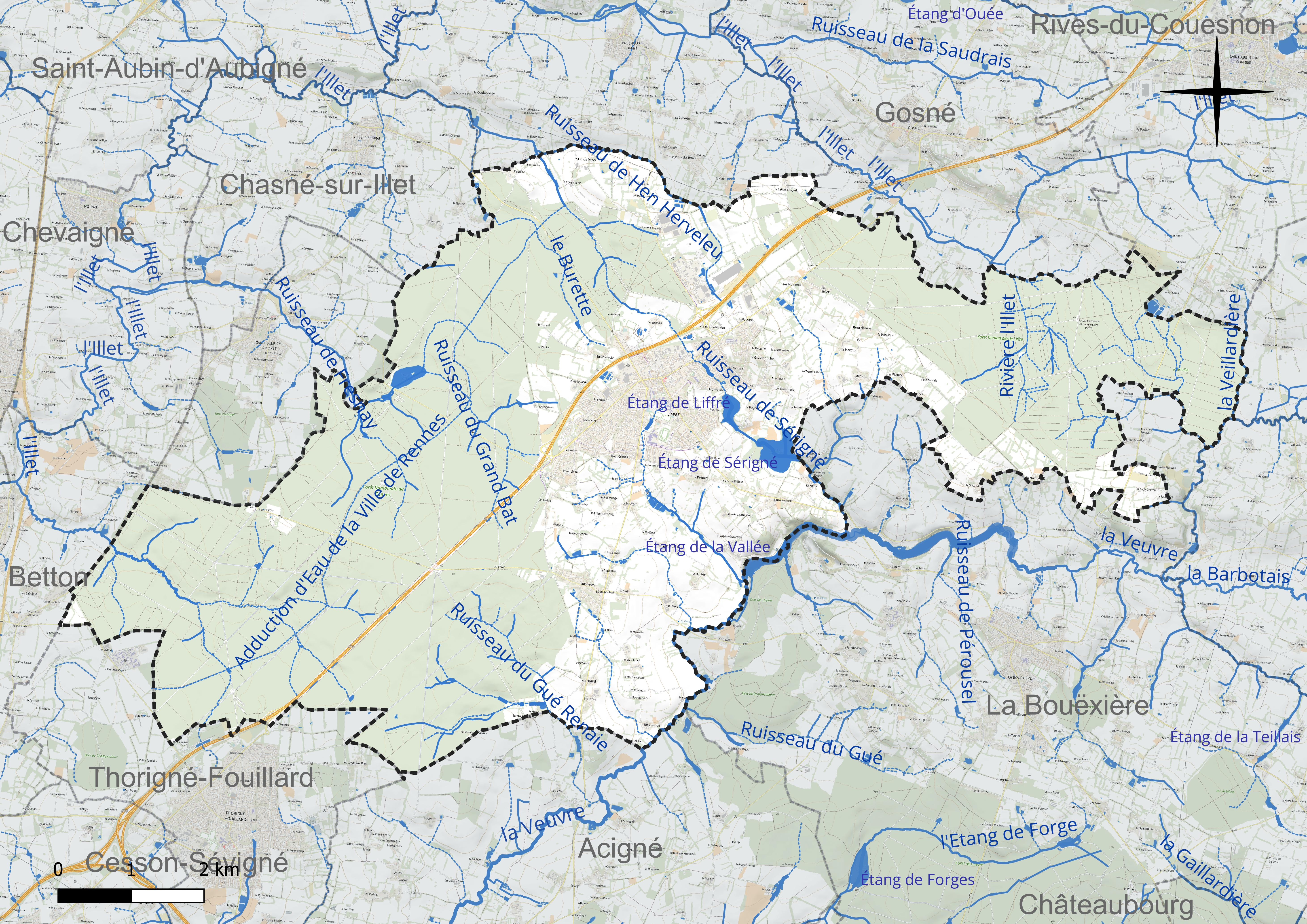
Carte du réseau hydrographique de la commune de Liffré.

Le finage communal est entièrement dans le bassin hydrographique de la Vilaine : soit via la Veuvre, un affluent de rive droite de ce fleuve côtier, qui sert de limite orientale à la commune, la séparant de celle de La Bouëxière, et dont plusieurs de ses propres affluents, notamment le Ruisseau de Sérigné et celui de Gué Renaie, ont leur source et traversent le sud-est du territoire communal ; soit dans le nord de la commune par l'Illet (un affluent de l'Ille et donc un sous-affluent de la Vilaine) ou par ses propres affluents, notamment les Ruisseaux de Hen Herveleu, du Grand Bat, de Fresnay et de Caleuvre dans la partie occidentale du territoire communal.
Liffré  compte de nombreux étangs : les plus importants sont ceux de Liffré et de Sérigné qui sont alimentés par le Ruisseau de Sérigné, celui de la Vallée (majoritairement situé en La Bouëxière), alimenté par la Veuvre ; ils avaient permis l'installation de trois moulins à eau (Moulin de Liffré, moulins de Sérigné et du Feu aujourd'hui détruits). L'étang des Maffrais est situé en forêt de Rennes ; il est alimenté par le Ruisseau du Grand Bat.

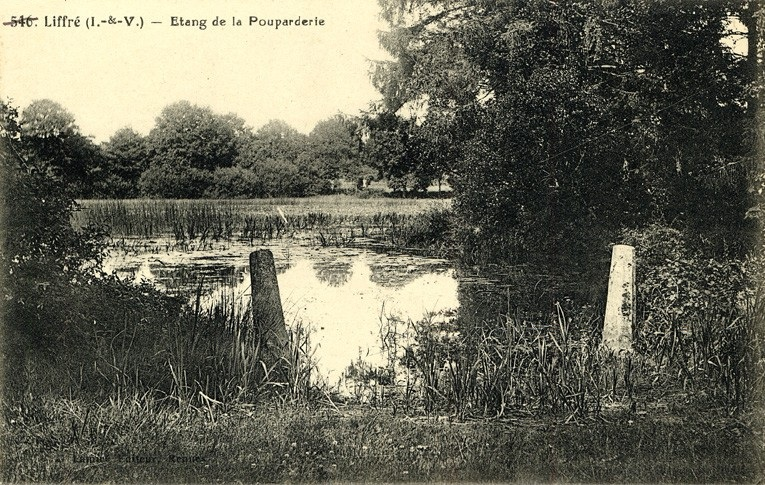
L'étang de la Pouparderie (autre nom donné à l'époque à l'étang de Sérigné) au début du XXe siècle (carte postale).

### Géologie
Charles Barrois a publié en 1894 une description géologique détaillée de la région de Liffré et Saint-Aubin-du-Cormier.
Les forêts domaniales de Rennes et de Liffré reposent sur des couches de schistes précambriens, parfois ardoisiers, qui adoptent l'aspect des schistes de Rennes. La partie centrale et traditionnellement mise en valeur agricole centrale est constituée d'une alternance de couches de schistes noirs ou bleutés parfois ardoisiers et de grès de couleur grise correspondant au grès de Saint-Germain. La partie orientale de la commune (autour des villages de Sérigné, la Bérue, la Bachelais, la Martois, Launay) repose sur des bancs de schistes argileux et de quartzites noirs.
Les grès ont été par le passé exploités en carrières, notamment au sud de la Busardière et ont servis pour les moellons que l'on retrouve dans de nombreuses constructions.

### Hydrographie
Pour un article plus général, voir Réseau hydrographique d'Ille-et-Vilaine.
La commune est située dans le bassin Loire-Bretagne. Elle est drainée par la Veuvre, le ruisseau de Sérigné, le Burette, le Caleuvre, le ruisseau de Fresnay, la Veillardière, l'adduction d'eau de la ville de Rennes, le ruisseau de Hen herveleu, le ruisseau de la Mare, le ruisseau du Bois beau, le ruisseau du Grand bat, le ruisseau du Gué renaie, l'Illet et  divers autres petits cours d'eau,.
La Veuvre, d'une longueur de 43 km, prend sa source dans la commune de Saint-Christophe-des-Bois et se jette  dans la Vilaine à Noyal-sur-Vilaine, après avoir traversé neuf communes.

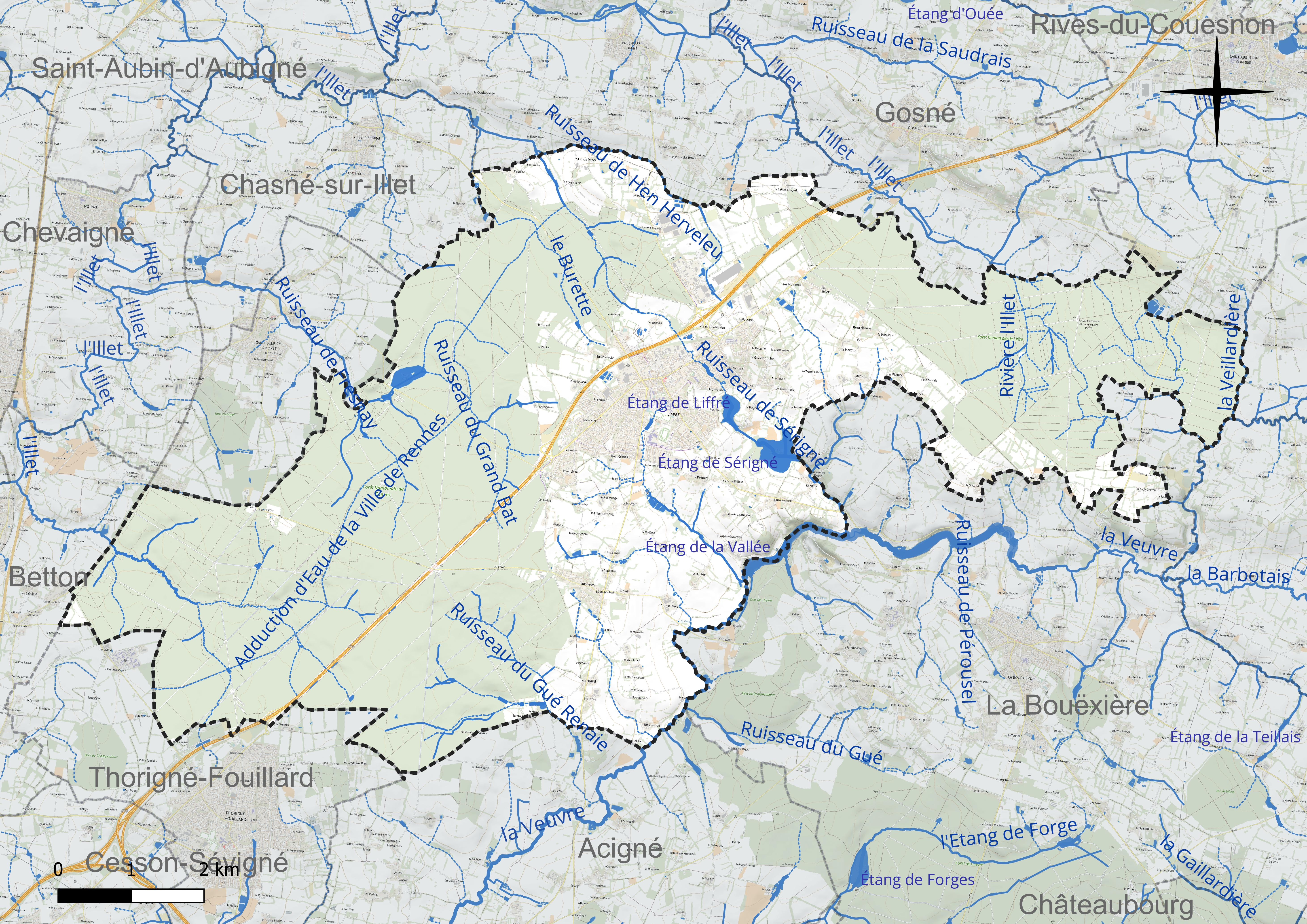
Réseau hydrographique de Liffré.

Cinq plans d'eau complètent le réseau hydrographique : l'étang de la Vallée, d'une superficie totale de 11,2 ha (2,32 ha sur la commune), l'étang de Liffré (7,67 ha), l'étang de Saint-Roux (0,29 ha), l'étang de Sérigné (19,27 ha) et l'étang des Maffrais (9,31 ha),.

### Climat
Pour des articles plus généraux, voir Climat de la Bretagne et Climat d'Ille-et-Vilaine.
En 2010, le climat de la commune est de type climat océanique franc, selon une étude du CNRS s'appuyant sur une série de données couvrant la période 1971-2000. En 2020, Météo-France publie une typologie des climats de la France métropolitaine dans laquelle la commune est exposée à un climat océanique et est dans la région climatique Bretagne orientale et méridionale, Pays nantais, Vendée, caractérisée par une faible pluviométrie en été et une bonne insolation. Parallèlement l'observatoire de l'environnement en Bretagne publie en 2020 un zonage climatique de la région Bretagne, s'appuyant sur des données de Météo-France de 2009. La commune est, selon ce zonage, dans la zone « Sud Est », avec des étés relativement chauds et ensoleillés.
Pour la période 1971-2000, la température annuelle moyenne est de 11,3 °C, avec une amplitude thermique annuelle de 12,9 °C. Le cumul annuel moyen de précipitations est de 826 mm, avec 13,5 jours de précipitations en janvier et 7,3 jours en juillet. Pour la période 1991-2020, la température moyenne annuelle observée sur la station météorologique la plus proche, située sur la commune de Feins à 16 km à vol d'oiseau, est de 11,9 °C et le cumul annuel moyen de précipitations est de 816,2 mm,. Pour l'avenir, les paramètres climatiques de la commune estimés pour 2050 selon différents scénarios d'émission de gaz à effet de serre sont consultables sur un site dédié publié par Météo-France en novembre 2022.

#### Paysages et habitat
Deux importants massifs forestiers occupent plus de la moitié de la superficie communale : la forêt domaniale de Rennes au sud-ouest et la forêt domaniale de Liffré (ou forêt de Sevailles) au nord-est. De plus la forêt de Chevré, qui se trouve dans la commune de La Bouëxière, est au sud-est limitrophe de la commune de Liffré.
Le paysage agraire traditionnel des parties de la commune mises en valeur agricole est le bocage avec un habitat dispersé en de nombreux écarts constitués de hameaux (appelés localement "villages") et fermes isolées Le bourg de Liffré n'avait qu'une faible importance ( il ne comptait que 93 habitants au XVIe siècle).

## Urbanisme

### Typologie
Au 1er janvier 2024, Liffré est catégorisée petite ville, selon la nouvelle grille communale de densité à sept niveaux définie par l'Insee en 2022.
Elle appartient à l'unité urbaine de Liffré, une unité urbaine monocommunale constituant une ville isolée,. Par ailleurs la commune fait partie de l'aire d'attraction de Rennes, dont elle est une commune de la couronne,. Cette aire, qui regroupe 183 communes, est catégorisée dans les aires de 700 000 habitants ou plus (hors Paris),.

### Occupation des sols
L'occupation des sols de la commune, telle qu'elle ressort de la base de données européenne d'occupation biophysique des sols Corine Land Cover (CLC), est marquée par l'importance des forêts et milieux semi-naturels (59,7 % en 2018), une proportion identique à celle de 1990 (59,7 %). La répartition détaillée en 2018 est la suivante : 
forêts (53,3 %), zones agricoles hétérogènes (23,3 %), milieux à végétation arbustive et/ou herbacée (6,4 %), zones urbanisées (5,2 %), terres arables (4,7 %), prairies (4,4 %), zones industrielles ou commerciales et réseaux de communication (2 %), eaux continentales (0,6 %). L'évolution de l'occupation des sols de la commune et de ses infrastructures peut être observée sur les différentes représentations cartographiques du territoire : la carte de Cassini (XVIIIe siècle), la carte d'état-major (1820-1866) et les cartes ou photos aériennes de l'IGN pour la période actuelle (1950 à aujourd'hui).

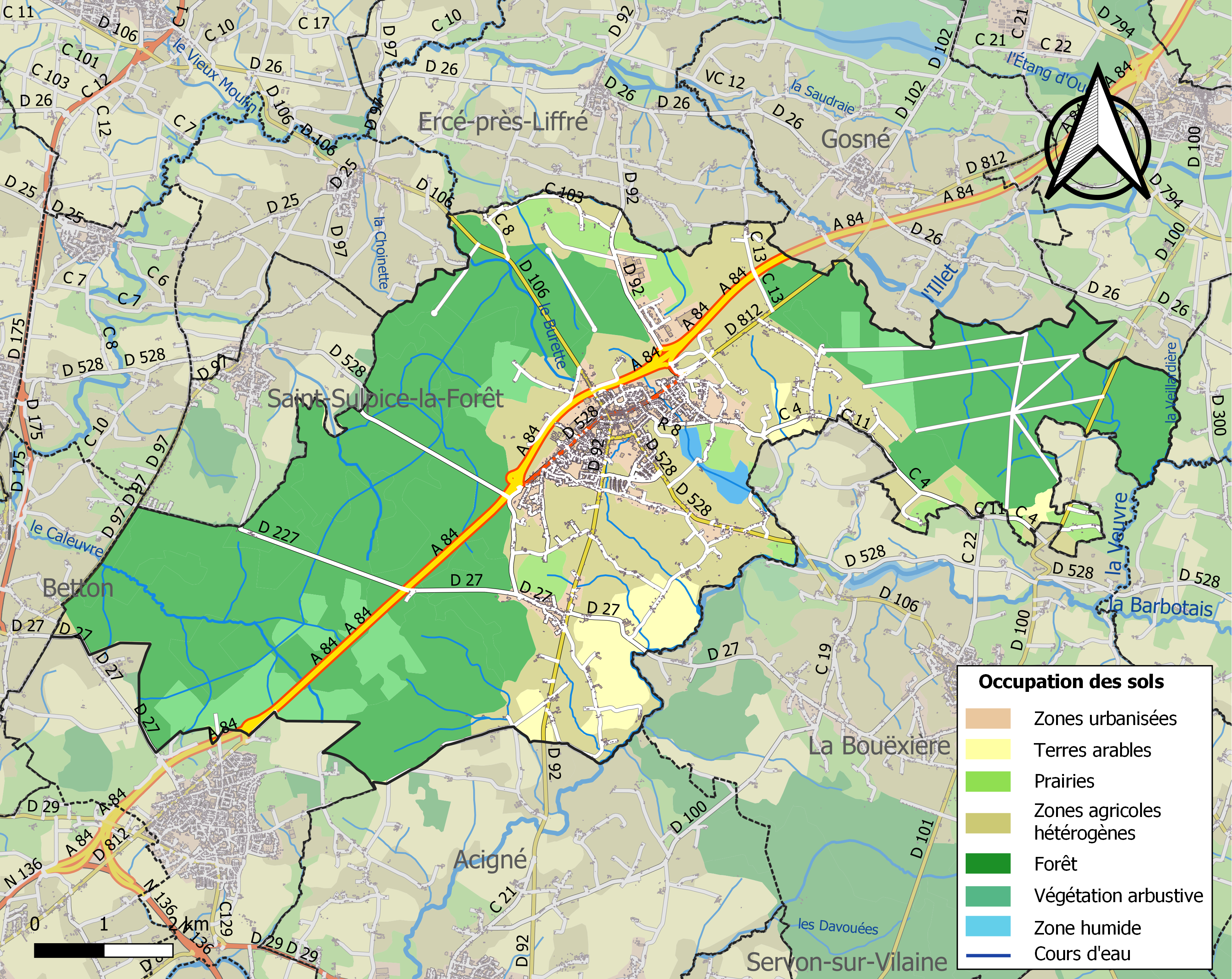
Carte des infrastructures et de l'occupation des sols de la commune en 2018 (CLC).

### Logement
Le tableau ci-dessous présente une comparaison de quelques indicateurs chiffrés du logement pour Liffré et l'ensemble de l'Ille-et-Vilaine en 2018,.
|                                                                  | Liffré | Ille-et-Vilaine |
| ---------------------------------------------------------------- | ------ | --------------- |
| Parc immobilier total (en nombre d'habitations)                  | 3 571  | 554 254         |
| Part des résidences principales (en %)                           | 92.9   | 86,3            |
| Part des résidences secondaires et logements occasionnels (en %) | 1,0    | 7,1             |
| Part des logements vacants (en %)                                | 6,1    | 6,7             |
| Part des ménages propriétaires de leur logement (en %)           | 69,6   | 59,8            |
| Part des ménages locataires de leur logement (en %)              | 29,1   | 39,0            |
| Part des ménages logés à titre gratuit (en %)                    | 1,3    | 1,2             |

### Risques naturels et technologiques
La commune de Liffré est vulnérable à différents aléas naturels : climatiques (hiver exceptionnel ou canicule), inondations, tempêtes et grains, radon ou sismique (sismicité faible).
| Type de zone | Niveau           | Définitions (bâtiment à risque normal) |
| ------------ | ---------------- | -------------------------------------- |
| Zone 2       | Sismicité faible | accélération = 0,7 m/s2                |

Elle est également exposée à deux risques technologiques : le transport de marchandises dangereuses et la pollution des sols. Entre 1987 et 2018, huit arrêtés ministériels ayant porté reconnaissance de catastrophe naturelle ont été pris pour le territoire de la commune : un pour inondations, coulées de boue et mouvements de terrain, cinq pour inondations et coulées de boue, un pour mouvements de terrain différentiels consécutifs à la sécheresse et à la réhydratation des sols et un pour tempête.

## Toponymie

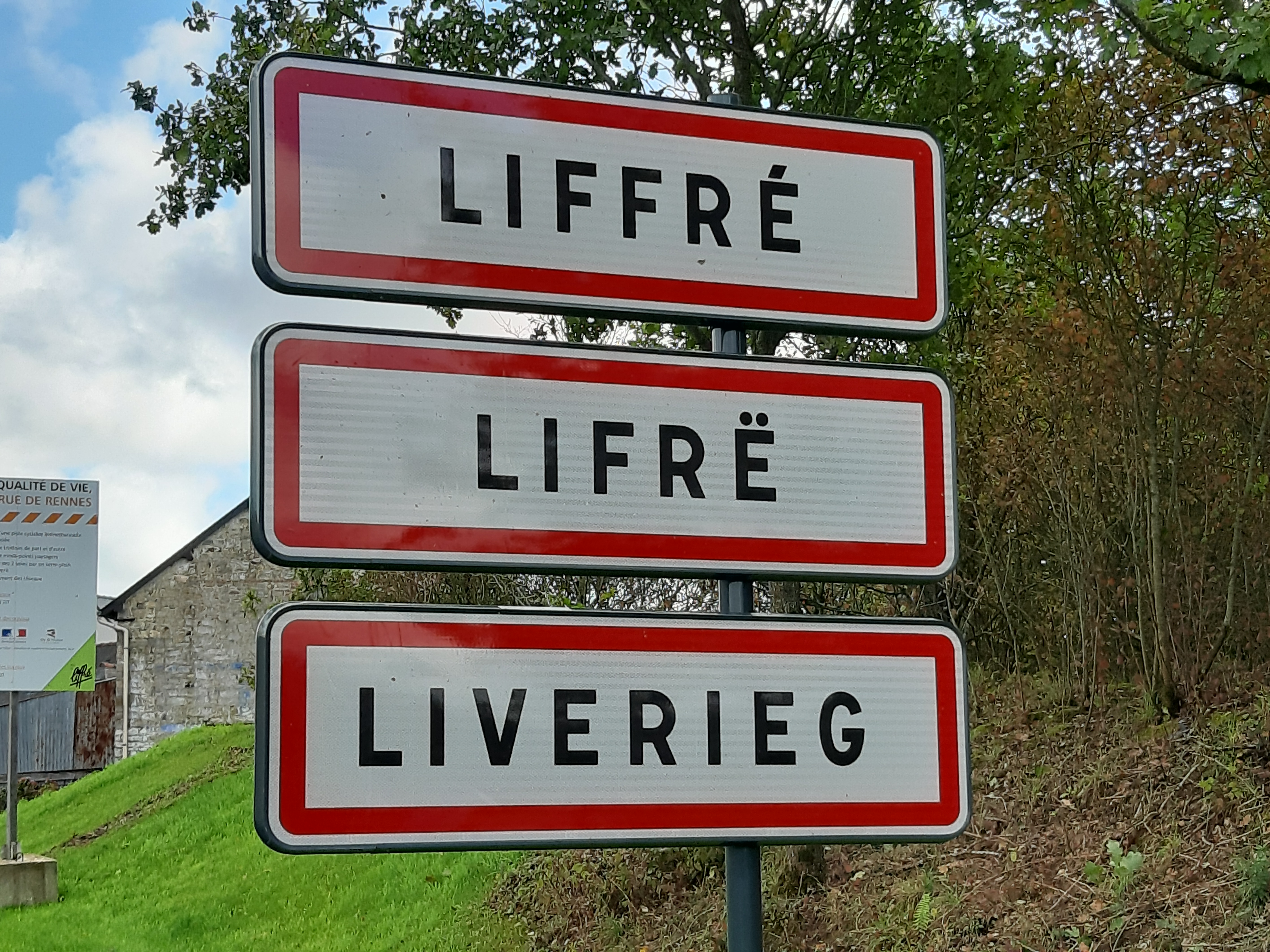
Le panneau d'entrée d'agglomération de Liffré traduit également en gallo et breton (en 2020).

Le nom de la commune est attesté sous la forme Liffreyo au XVe siècle.
Le nom de Liffré proviendrait du nom germanique Liutfred.
En gallo, langue traditionnelle des habitants de Liffré, la commune est appelée Lifrë.
Un premier nom en breton est créé par Théophile Jeusset en 1943 : Liverieg-Meur. La forme bretonne actuelle proposée par l'Office public de la langue bretonne est Liverieg.

## Histoire

### Antiquité
La découverte de pièces de monnaie anciennes sur le territoire témoigne de l'occupation gallo-romaine : un trésor de 1 111 monnaies de billon attribuées aux Riedones a été découvert en 1998 au lieu-dit « Carrefour de Verrières » en forêt de Rennes.

### Moyen Âge
Les trois forêts de Rennes, de Liffré et de Chevré formaient un massif unique appartenant aux ducs de Bretagne. Au XIIe siècle, le duc de Bretagne Conan III nomma dans chacune des trois parties de cette forêt un forestier de basse extraction, chargé de l'administrer : Guillaume de Dézerseul fut choisi pour la forêt de Liffré. A la mort du duc, Guillaume de Dézerseul en profita pour prendre de l'autonomie et construisit une motte féodale, transformant ainsi sa charge de forestier en une micro-seigneurerie ; par la suite le manoir du Dézerseul fut construit quelques centaines de mètres plus au nord (en Gosné  actuellement) et la motte féodale, abandonnée, retourna à la forêt. Le site est de nos jours bien conservé.
Amédée Guillotin de Corson signale l'existence de trois prieurés : Champ Fleury (qui dépendait de l'abbaye de Savigny),
Le Feu (membre de l'abbaye Saint-Georges de Rennes) et Sérigné (qui dépendait de l'abbaye de Saint-Sulpice-la-Forêt, tous les trois fondés vers le XIIe siècle av. J.-C. avant la création de la paroisse.
Une autre motte féodale et les vestiges d'une enceinte fortifiée étaient encore visibles vers le milieu du XIXe siècle près de l'ancien étang de Verrières ; c'était une résidence des comtes de Rennes et des ducs de Bretagne, la forêt de Rennes étant leur terrain de chasse de prédilection ; la paroisse de Liffré se situe sur leur domaine ducal. La paroisse de Sérigné est rapidement rattachée au territoire de Liffré ; plusieurs prieurés s'y installent sous la protection des ducs. En 1350, les manoirs de cette paroisse étaient ceux du Feu (une chapelle, appelée Notre-Dame-du-Feu, était située près du manoir) et du Champ-Fleury, qui sont devenus, l'un une ferme, l'autre une maison de campagne.
La paroisse naît à la suite de la mise en valeur de la forêt domaniale de Rennes. Comme les communes de La Bouëxière et de Saint-Sulpice-la-Forêt au XIIe siècle, Liffré, Sérigné et Saint-Aubin-du-Cormier se sont constituées grâce aux défrichements du XIIIe siècle, mais Liffré existait déjà en 1070, année où Alain Fergent donna, avec le consentement de la duchesse Havoise, sa mère, l'église de Liffré aux moines de Saint-Florent de Saumur.
Bénéficiant d'une situation privilégiée sur l'axe de communication Rennes - Fougères, le développement de Liffré paraît lent mais continu. La paroisse est occupée, comme l'abbaye de Saint-Sulpice, par les troupes françaises qui menacent Rennes en 1491, pour obliger la duchesse Anne au mariage avec le roi de France.
La paroisse de Sérigné est fondée au XIIe siècle, mais est rattachée à celle de Liffré à la fin du XVIe siècle.

### Époque moderne

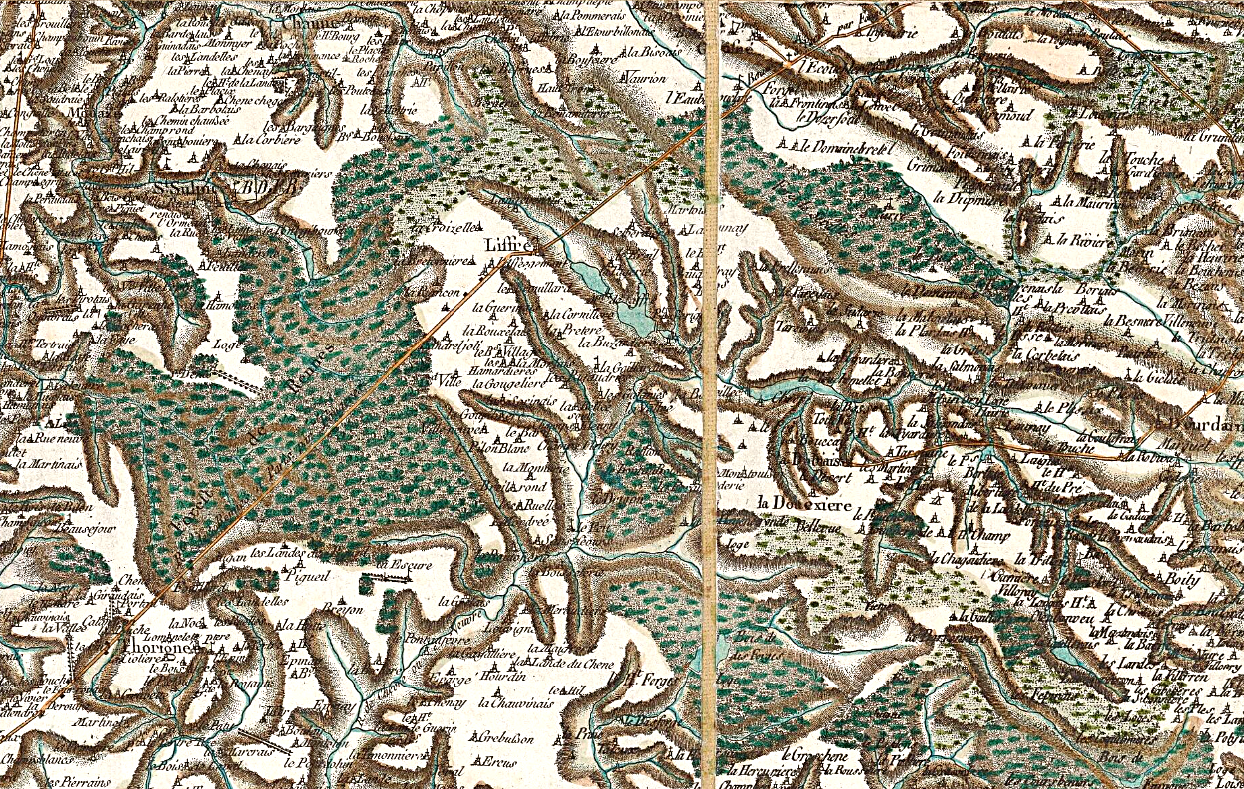
Carte de Cassini de la paroisse de Liffré et de ses environs (1803).

En mars 1635, le duc de la Trémoille, qui venait d'acheter le marquisat d'Épinay (situé en Champeaux), vend une partie de la terre de Sérigné (qui dépendait de ce marquisat) au seigneur de Poulpry et le reste en 1636 au seigneur de Montbourcher.
La paroisse comptait 7 chapelles : les 3 chapelles priorales de Champ Fleury, de Sérigné et du Feu et 4 autres chapelles, toutes disparues depuis (Saint-Pierre de l'Hermitage, Saint-Denis de la Forêt, Notre-Dame de la Gaillardière et Notre-Dame de la Motte-Gaillardière).
En 1691, le recteur de Liffré, Thomas Constance, rendit aveu au roi pour neuf traits de dîme dont il jouissait en sa paroisse, savoir : le Bourg, le Breil, Launay, la Martouais, Colleray, Mordrée, la Plardaye, Fouillard et Champgiron. Son successeur, M. Bazin, déclara que ses dîmes valaient 1 590 livres de rente et qu'il jouissait en plus de la chapellenie de la Benazerie, valant 80 livres.
Jean-Baptiste Ogée décrit ainsi Liffré en 1778 :

« Liffré ; sur la route de Rennes à Fougères ; à trois lieues et demie de Rennes, son évêché ; et à 2 lieues de Saint-Aubin-du-Cormier, sa subdélégation et son ressort. Cette paroisse relève du Roi, et compte 2 000 communiants : la cure est à l'alternative. Son territoire renferme une partie de la forêt de Rennes, qui appartient à Sa Majesfé : elle contient environ cinq mille cinq cents arpents de terrein [terrain] en futaie et taillis ; mais il s'y trouve beaucoup de lacunes où l'on ne voit aucun arbre. (..) Le surplus du territoire est occupé par des terres en labeur [labour] très fertiles, et par des landes très étendues. Les plus considérables sont celles de Beaugé et du Cervier. Il serait à désirer qu'elles fussent cultivées. Le sol nous a paru excellent. Le pays est couvert [ bocage ], et produit beaucoup de fruits pour le cidre. »

### Révolution française
À la Révolution, Liffré devient le chef-lieu de canton et son développement se poursuit, notamment grâce à l'exploitation des forges de Sérigné, des carrières de pierre et à la population ouvrière de la forêt.
La population de la commune est favorable aux changements apportés par la Révolution française, surtout après la fin de la Terreur. La principale fête révolutionnaire est celle célébrant l'anniversaire de l'exécution de Louis XVI, accompagnée d'un serment de haine à la royauté et à l'anarchie, fêtée à partir de 1795.
Une troupe de Chouans forte de 600 à 700 royalistes, dirigée par Joseph de Puisaye venant de la région de la forêt de Paimpont où elle avait combattu (participant notamment à la Bataille de Beignon), se dirigeant vers la région de Vitré et la forêt du Pertre, passant par Saint-Sulpice-l'Abbaye (Saint-Sulpice-la-Forêt), traversèrent la forêt de Rennes en direction de Liffré le 17 floréal an II (6 mai 1794). Une colonne républicaine dirigée par le général Damas, partie de Rennes, s'aligna en embuscade et infligèrent une déroute aux hommes de Puisaye (ils auraient eu une cinquantaine de tués et une quinzaine d'hommes faits prisonniers), même si la plupart de ceux-ci, après s'être dispersés, réussirent à gagner la forêt de Sévailles, puis à rejoindre par petits groupes la forêt du Pertre.Puisaye s'échappa à cheval,.
François Le Breton, né au village de Fouillard le 19 janvier 1761 fut vicaire à Balazé entre 1784 et 1788, puis professeur de philosophie à Rennes ; refusent de prêter serment à la Constitution civile du clergé, il devint donc prêtre réfractaire et émigra en Angleterre, puis à Bruxelles. Après le Concordat il fut successivement curé de La Bouëxière , Chãteaubourg, Monrfort et enfin Saint-Malo où il décéda le 20 septembre 1837.

### LeXIXesiècle

#### Liffré pendant la première moitié duXIXesiècle
Lors de la Chouannerie de 1832, le 2 juin, un  bruit courut, disant que des Chouans étaient à Liffré ; un détachement de gardes nationaux partit de Rennes pour les combattre, mais à une lieue de Rennes une estafette du maire de Liffré les prévint qu'il s'agissait d'un faux bruit.

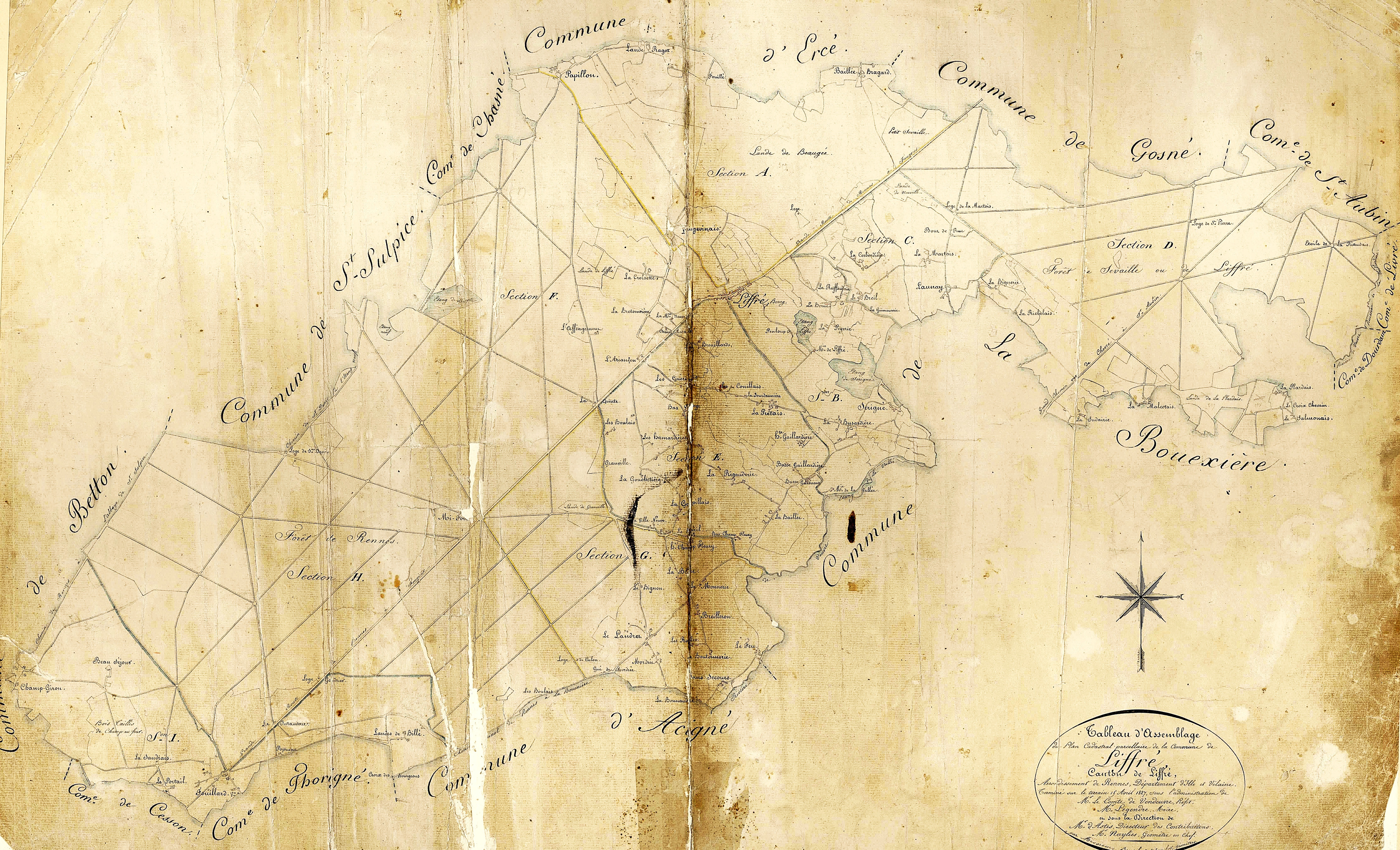
Liffré ː plan cadastral de 1827 (tableau d'assemblage).

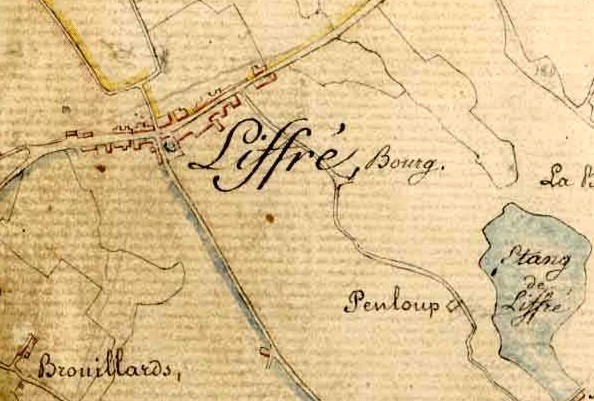
Le bourg de Liffré (cadastre de 1827, plan d'assemblage).

Le journal L'Écho français relate un incendie criminel survenu en forêt de Rennes début avril 1840 : un garde forestier donna l'alerte à Liffré au moment où les vêpres finissaient, « les habitants accoururent en foule, guidés par le maire et le curé, (..) près de 600 travailleurs, munis de branches en forme de grands balais » parvinrent à étouffer le feu ; l'alerte avait été donnée à Rennes, mais quand le compagnie de pompiers et 400 hommes munis de pelles arrivèrent sur les lieux, l'incendie était déjà maîtrisé. Le feu a parcouru environ 10 hectares, principalement couverts d'ajoncs et de bruyères et quelques fourrés, notamment de bouleaux.
A. Marteville et P Varin, continuateurs d'Ogée, décrivent ainsi Liffré en 1843 :

« Liffré (sous l'invocation de saint Michel) : commune formée de l'ancienne paroisse de ce nom ; aujourd'hui cure de 2e classe ; bureau d'enregistrement; chef-lieu de perception; brigade de gendarmerie à pied ; bureau de poste et relais. (..) Principaux villages : Papillon, Baillée-Bragand, la Plardais, la Sudairie, la Martois, Launay-Bazouin, la Gerberdière, la Pegerie, Cévigné [Sévigné] la Basardière, la Prétais, la Gaillardière, les Hamardières, la Baillée, le Baril, Breilleron [Breil Rond], Sans-Secours, Mordrée, Fouillard, Champgiron. Superficie totale 7 372 hectares, dont (..) terres labourables 1 822 ha, prés et pâturages 317 ha, bois 150 ha, vergers et jardins 52 ha, landes et incultes 975 ha, étangs 52 ha (..). Moulins : 2 (du Feu, de Liffré ; à eau). L'église de Liffré semble être du XVIIe siècle: c'est un monument très peu remarquable. Le bourg, qui est assez considérable, est à cheval sur la route royale n°177, dite de Caen à Redon, qui traverse aussi la commune dans toute sa longueur, du sud-ouest au nord-est. La belle forêt dite de Rennes est tout entière en Liffré et [est vaste] de 3 900 hectares (..). Cette forêt 
est peu remarquable par ses futaies, mais ses taillis sont aujourd'hui fort beaux. Elle est admirablement coupée par des routes qui demanderaient à être mieux entretenues, et dont les principales aboutissent à une étoile, dite Mi-Forêt, sur la route de Caen à Redon (..). Jadis deux beaux étangs baignaient la partie ouest de cette forêt ; iln'y en a plus qu'un aujourd'hui. La commune de Liffré contient aussi les beaux étangs de Cérigné, qui alimentent le haut-fourneau de ce nom, appartenant à M. Brisou, de Rennes, et l'un des plus beaux de notre Bretagne (..). Il y a foire le 2 mai, le 11 juin, le 29 septembre et le 9 octobre. Cette dernière donne lieu à l'assemblée dite de Saint-Denis, qui se tient dans la forêt de Rennes. Géologie : schiste argileux ; quartzite au nord et à l'est. On parle le français [en fait le gallo]. »

#### Sérigné auXIXesiècle

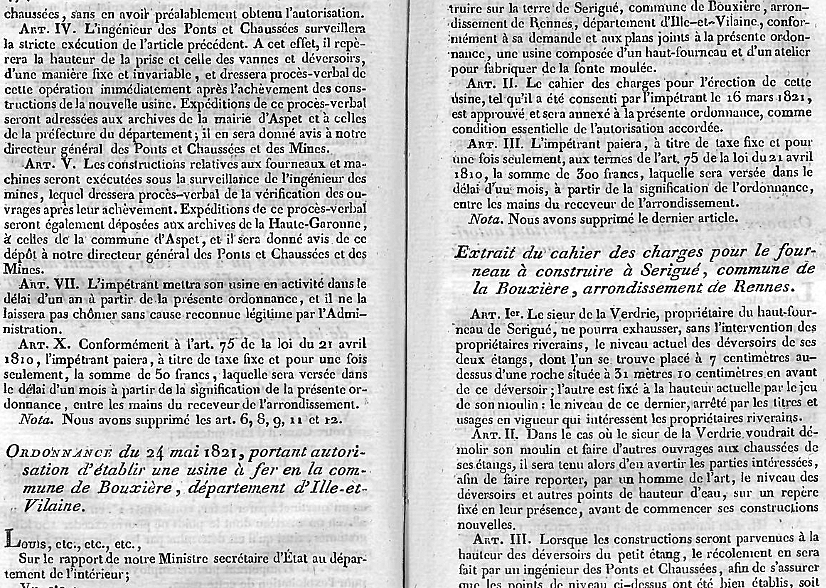
Ordonnance royale du 24 mai 1821 portant autorisation d'ouverture des forges de Sérigné (extrait).

Le village de Sérigné (une ancienne paroisse à la fin du Moyen-Âge, rattaché à Liffré au XVIe siècle, mais qui avait conservé son église jusqu'à la fin du XVIIIe siècle et son cimetière) est à cheval sur les communes de Liffré et de La Bouëxière, la limite communale passant même au milieu de l'ancien moulin de Sérigné. La partie principale du village (notamment sa chapelle) s'est développée côté Liffré où l'on comptait une douzaine de propriétaires en 1827, les principaux étant Pierre Brisou, propriétaire de la métairie et de la chapelle (désaffectée pour le culte) et André de la Verdrie, propriétaire des forges, tous les deux Rennais. L'ouverture d'une usine à fer, composée d'un haut-fourneau et d'un atelier pour fabriquer de la fonte moulée du  par André de la Verdrie est autorisée par une ordonnance royale du 24 mai 1821. Ces deux propriétaires possédaient en commun l'étang de Sérigné, réservoir d'eau situé en amont du moulin et de la forge.
Selon le recensement de 1846 Sérigné compte alors, côté Liffré, 95 habitants répartis en une vingtaine de maisons alignées le long du chemin principal traversant le village.
Une briqueterie, appartenant à Adolphe Brisou fonctionna jusqu'en 1888. Les forges de Sérigné furent en activité de 1871 à 1921, la plus grande partie des bâtiments, notamment la maison du maître de forges et les logements ouvriers, se trouvant côté La Bouëxière ; les forges employèrent jusqu'à une centaine de salariés ; l'ouverture d'une fonderie à Servon en 1908 par Charles Brisou, entraînant leur fermeture.
Au début du XXe siècle le village de Sérigné est quasi abandonné avant de revivre progressivement dans le cours de ce siècle

#### Liffré pendant la seconde moitié duXIXesiècle
En 1853, le jour de l'Ascension, le feu prit en forêt de Rennes dans le quartier dit de la Mine : « le tocsin a sonné dans les communes de Liffré, Betton, Saint-Sulpice et Thorigné. Les curés de ces communes sont accourus à la tête de leurs paroissiens, avec un zèle admirable ». Plus de 20 hectares ont été brûlés.
Le monument aux morts de Liffré porte les noms de 12 soldats morts pour la France pendant la Guerre de Crimée (dont 6 [Denis Aubin, Guy Copera, Alexandre Guillet, Pierre Millet, Michel Pinel et François Texier] lors du siège de Sébastopol et 3 à Constantinople) et de 16 soldats morts pour la France pendant la guerre de 1870 (dont Jules Maurice décédé au camp de Conlie ;  Jean Nouvel, Julien Mallecot et Pierre Philippe, morts à Paris ; Pierre Massé, mort lors de la Bataille de Champigny ; Isidore Busson et Constant Calec morts alors qu'ils étaient prisonniers en Allemagne). Un soldat (Victor Hurault) est mort en 1890 au Tonkin
lors de la conquête de l'Indochine par la France et deux marins (René Buisson et Victor Mallecot) étaient décédés hors conflit en 1865 dans des circonstances non précisées.
En 1877 il existait à Liffré deux écoles primaires : l'une, école congréganiste, comptait 156 élèves ; l'autre, école publique, comptait 15 élèves et 2 maîtres ; le 21 mai 1875 le Conseil municipal de Liffré demanda la suppression de l'instituteur-adjoint et renouvela vainement sa demande par deux fois les années suivantes et finit par supprimer le traitement de l'instituteur-adjoint ; le maire de Liffré, François Depincé, fut révoqué par le gouvernement.
L'ancienne église paroissiale, qui était composée d'une nef à chevet plat datant du XVIe siècle et agrandie d'une chapelle au XVIIe siècle, laquelle fut démolie en 1837 pour permettre la construction des bas-côtés fut démolie (Amédée Guillotin de Corson qualifie l'ancienne église de « construction insignifiante ») et remplacée entre 1888 et 1881 par l'église actuelle construite selon les plans d'Arthur Regnault ; son clocher ne fut achevé qu'en 1938.

### LeXXesiècle

#### La Belle Époque
À la fin du XIXe siècle, les transports ferroviaires secondaires apparaissent et Liffré est desservie à partir de 1897 par les tramways d'Ille-et-Vilaine (ligne de Rennes à Fougères) aux stations « Mi-Forêt » et « Liffré » ; la ligne ferma en 1949. En novembre 1903 ouvrit une ligne de tramways reliant Liffré à Antrain via Sens ; celle-ci ferma en 1937 ; une autre ligne de tramways, partant de Mi-Forêt, via Saint-Sulpice-la-Forêt, Chasné, Saint-Aubin-d'Aubigné et Andouillé-Neuville, rejoignant la ligne précédemment cité à Sautoger (au sud de Sens) ouvrit en 1905 et ferma également en 1937 ; sa construction suscita quelques polémiques.

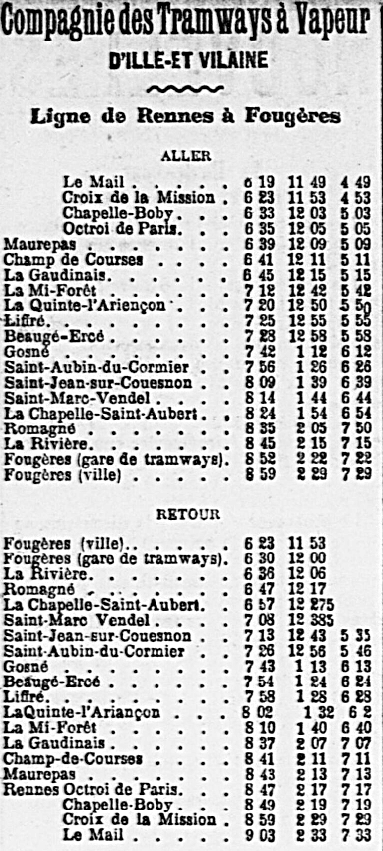
Tramways d'Ille-et-Vilaine ː horaire des tramways sur la ligne de Rennes à Fougères en 1899-1900.
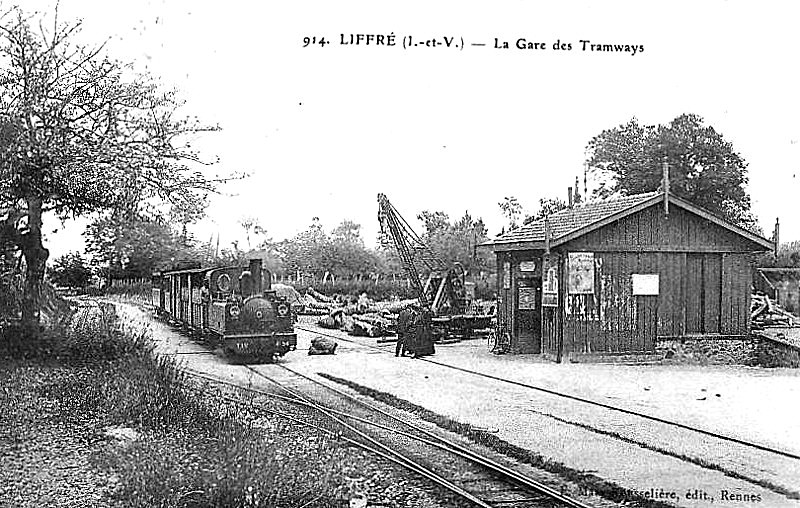
Liffré ː la gare des tramways au début du XXe siècle (carte postale).
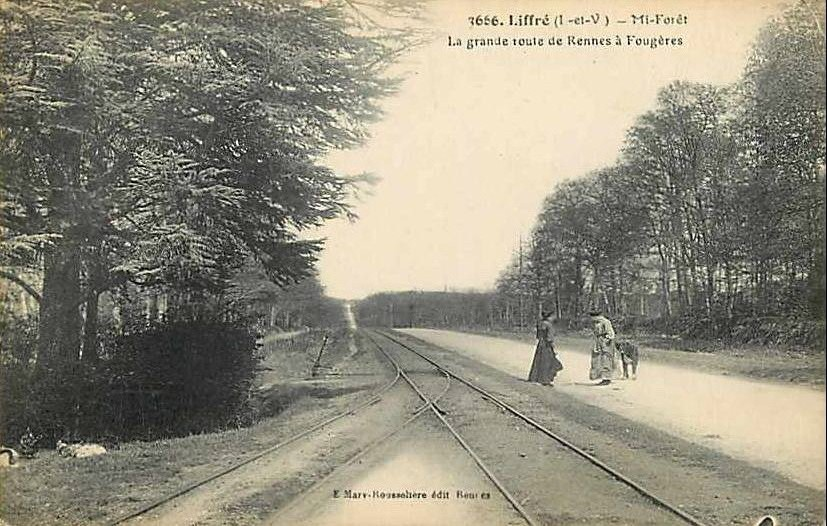
Liffré ː la route de Rennes à Fougères et la ligne de tramways à Mi-Forêt au début du XXe siècle (carte postale).
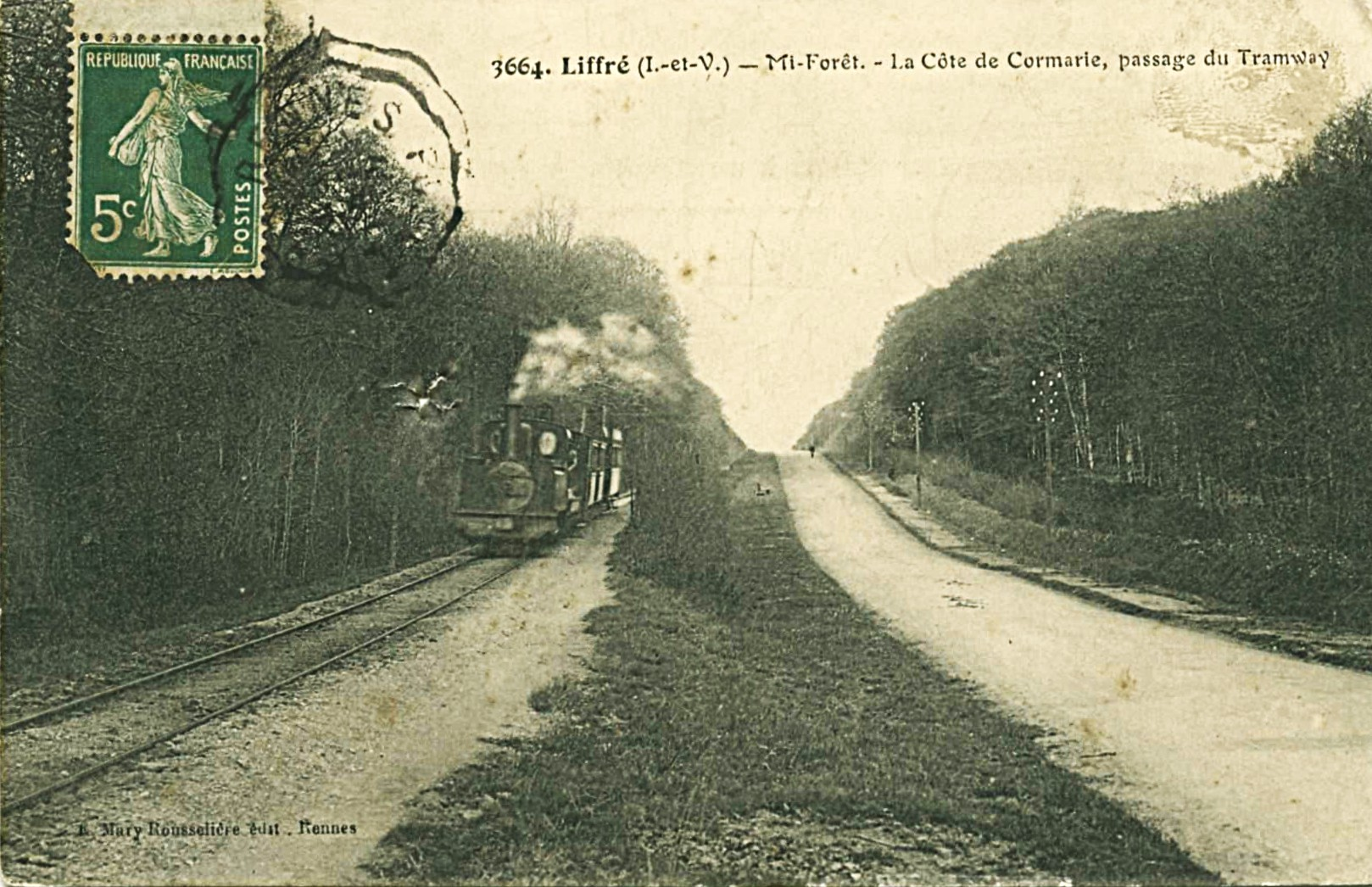
Mi-Forêt ː le tramway dans la côte de Cormarie au début du XXe siècle (carte postale).
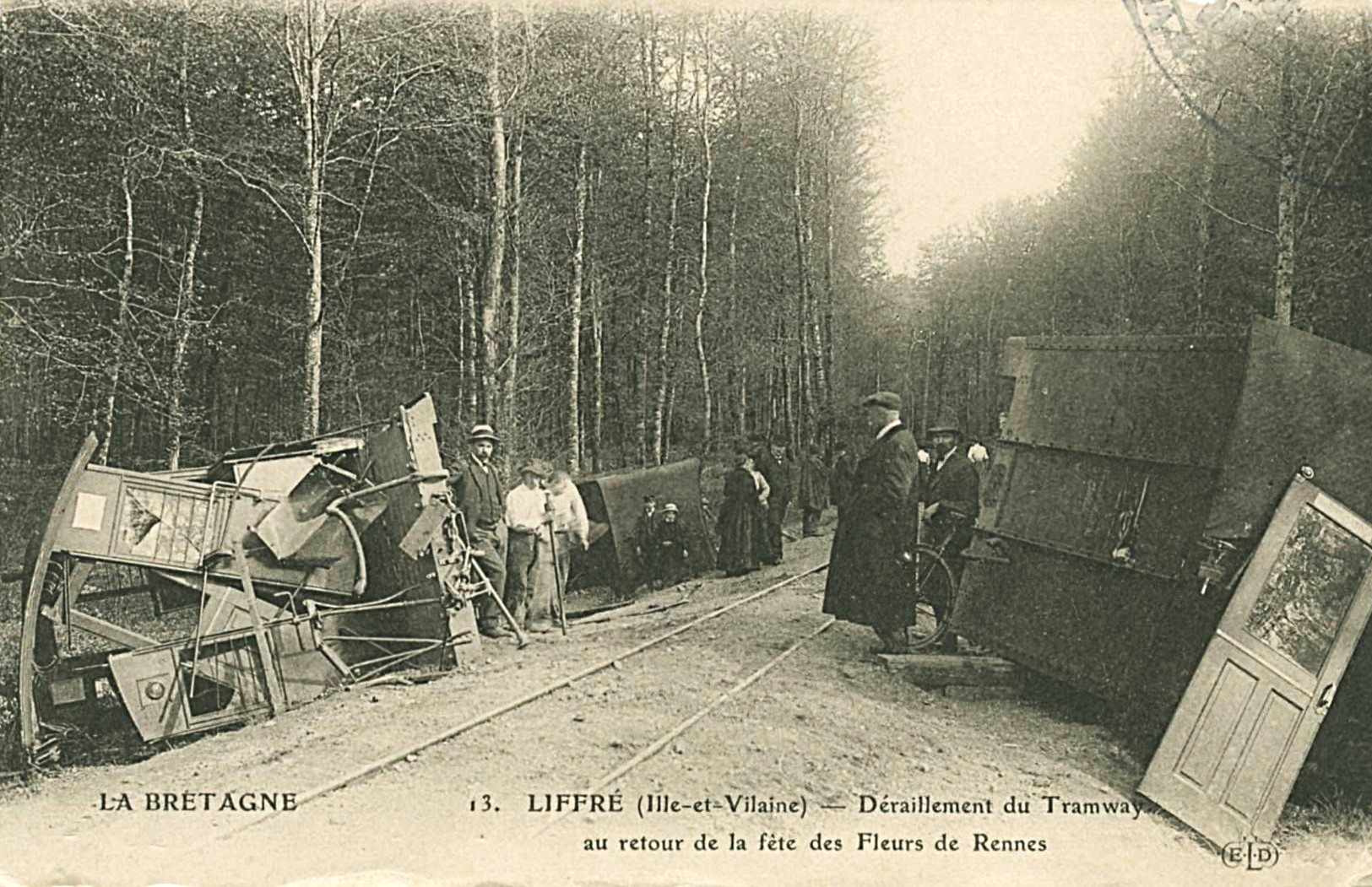
Liffré ː déraillement du tramway en forêt de Rennes lors du retour d'une Fête des Fleurs à Rennes (carte postale, début XXe siècle).
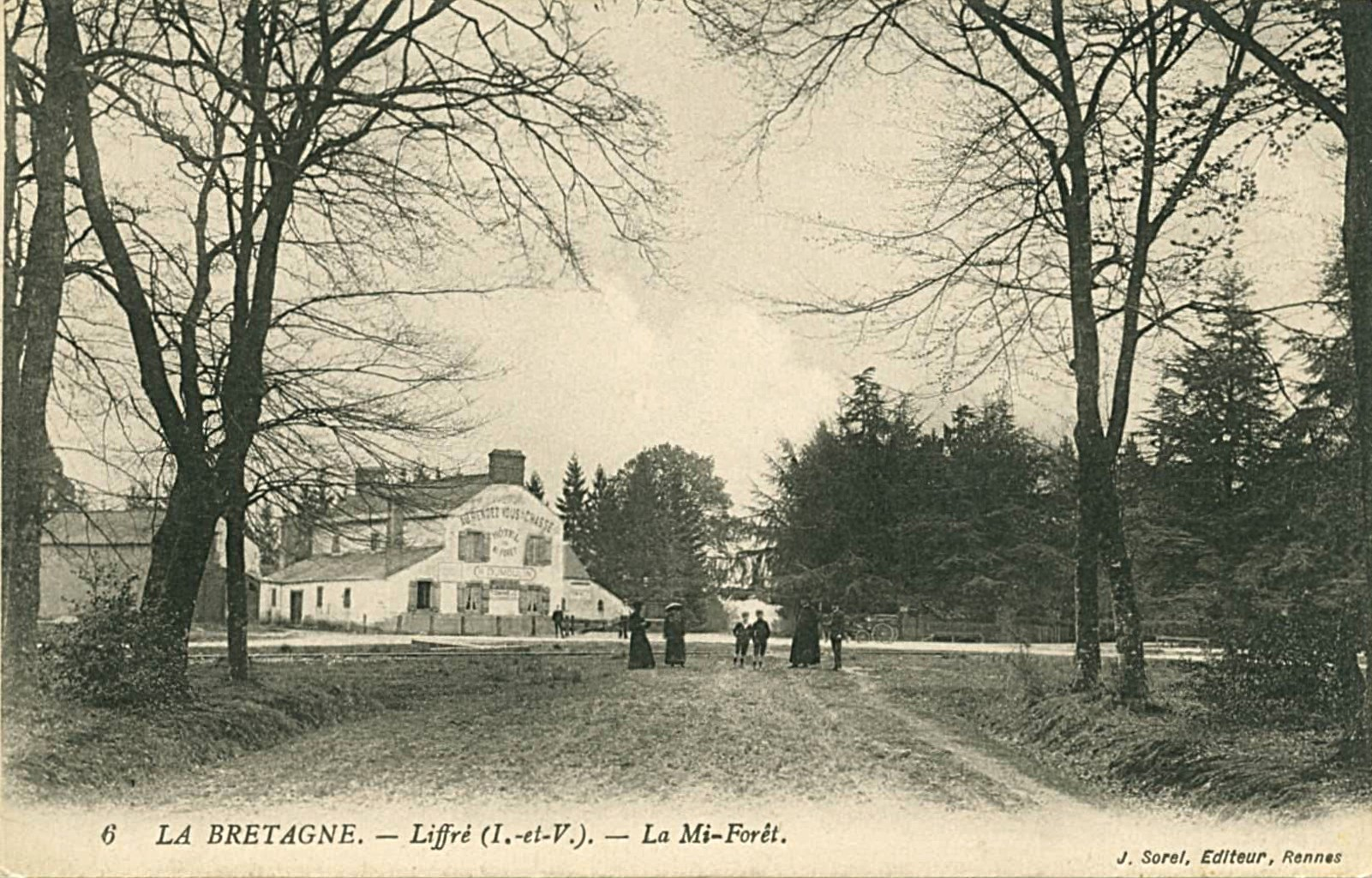
Mi-Forêt au début du XXe siècle (carte postale).
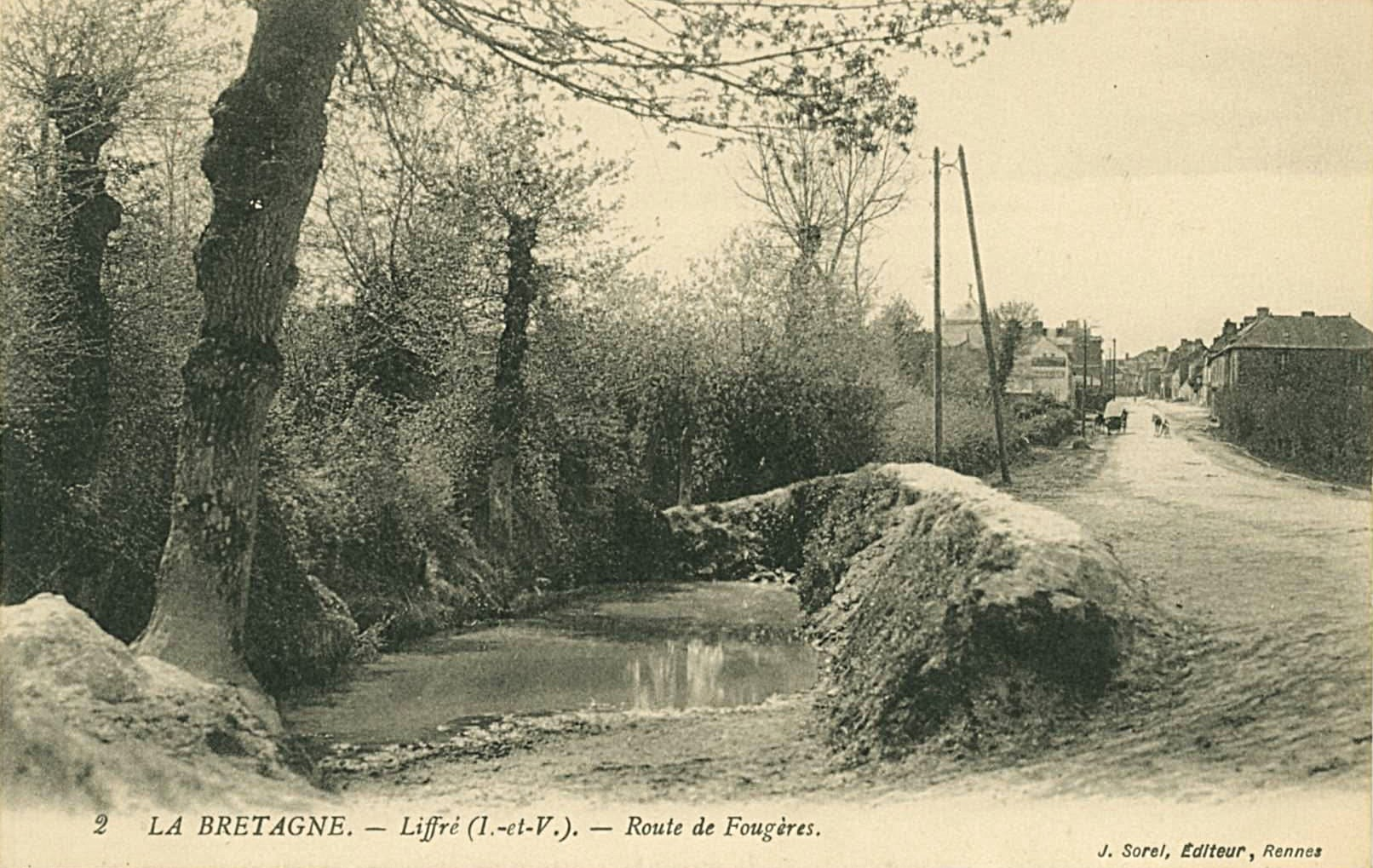
Liffré ː la route de Fougères au début du XXe siècle (carte postale).

En 1902, l'école privée des garçons tenue par les Frères de l'instruction chrétienne de Ploërmel dut fermer à la suite des mesures de laïcisation décidées par le gouvernement.
Le 3 janvier 1904, à l'initiative de l'abbé Crublet, vicaire de la paroisse, fut fondé un syndicat agricole qui, grâce à un fonds de roulement, put consentir des prêts à ses adhérents pour acheter semences, engrais ou bestiaux ou acheter un champ ou une maison.

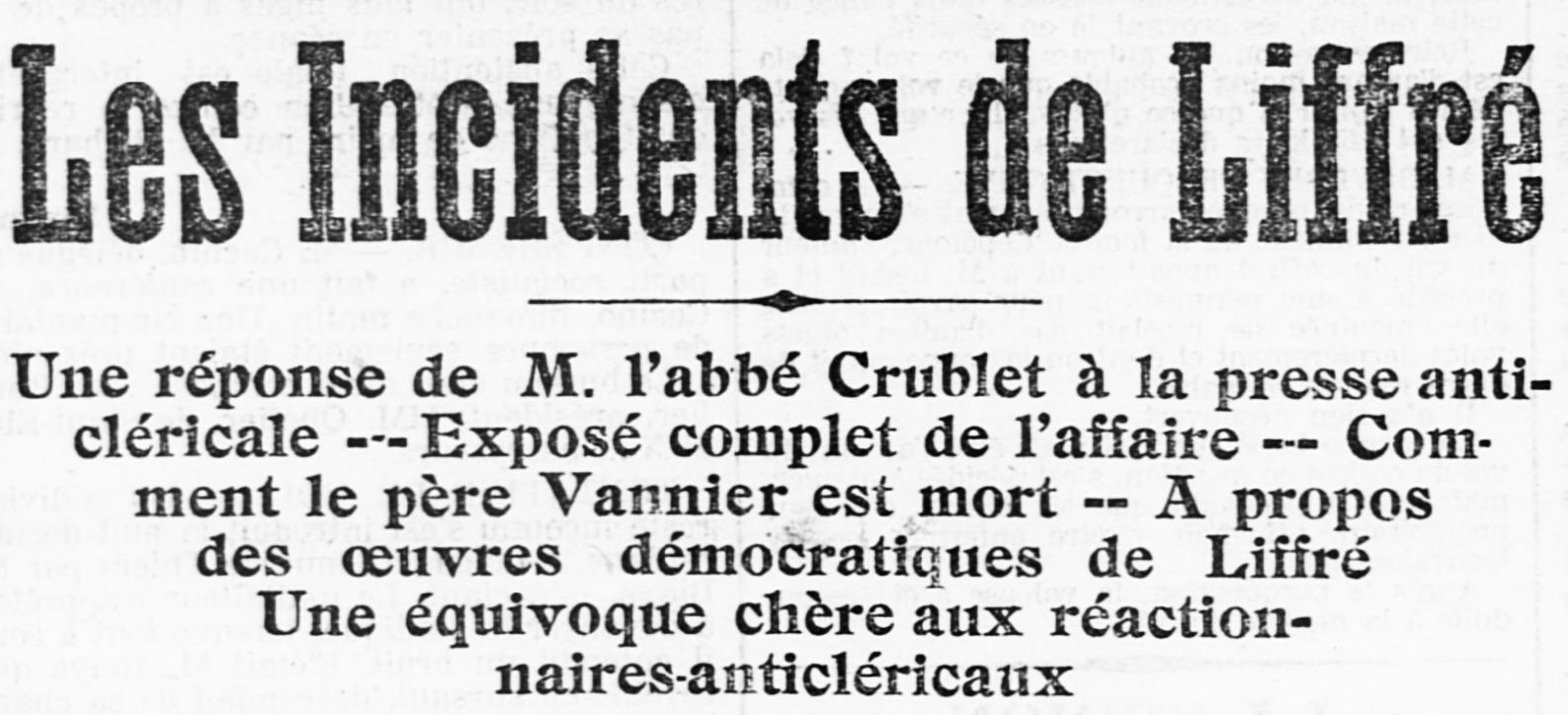
Titre et sous-titres de l'article du journal L'Ouest-Éclair concernant les incidents de Liffré lors de l'enterrement de Pierre-Marie Vannier (24 avril 1907).

L'inventaire des biens d'église, effectué sans avoir été annoncé, se déroula sans incidents importants le 23 février 1906 à Liffré ; « un groupe d'une cinquantaine de personnes se tenaient à la porte de l'église entourant les membres du clergé et les fabriciens ; (..) pas un citoyen [de la commune] n'avait accepté de servir de témoin au receveur des domaines » chargé de procéder à l'inventaire.
Le 4 avril 1907, une ordonnance épiscopale de Mgr Dubourg, archevêque de Rennes, Dol et Saint-Malo, ordonne la fermeture de l'église paroissiale à partir du 7 avril 1907 après que trois messes basses aient été dites, afin de protester contre la violation des portes de l'église par le maire, François Crespel (qui disposait d'une clef de l'église) afin, à la demande de la famille, que le corps du défunt passe par l'église, suite au refus du recteur, l'abbé Huart, de procéder à un enterrement religieux pour le père Vannier qui, mourant, avait refusé les secours de la religion ; cette affaire entraîna de vives polémiques, notamment  entre le journal laïque Les Nouvelles rennaises et le quotidien L'Ouest-Éclair ; le recteur de Liffré se retira temporairement au presbytère de Gosné. L'église fut réouverte et le culte put y reprendre quelques jours plus tard, le conseil municipal acceptant finalement de guerre lasse de baisser le loyer du presbytère qui était devenu propriété publique depuis la querelle des inventaires.
Le 12 septembre 1909 fut inaugurée la nouvelle école des garçons, la première du département à disposer d'une cantine ; ce fut l'occasion d'une grande fête laïque.

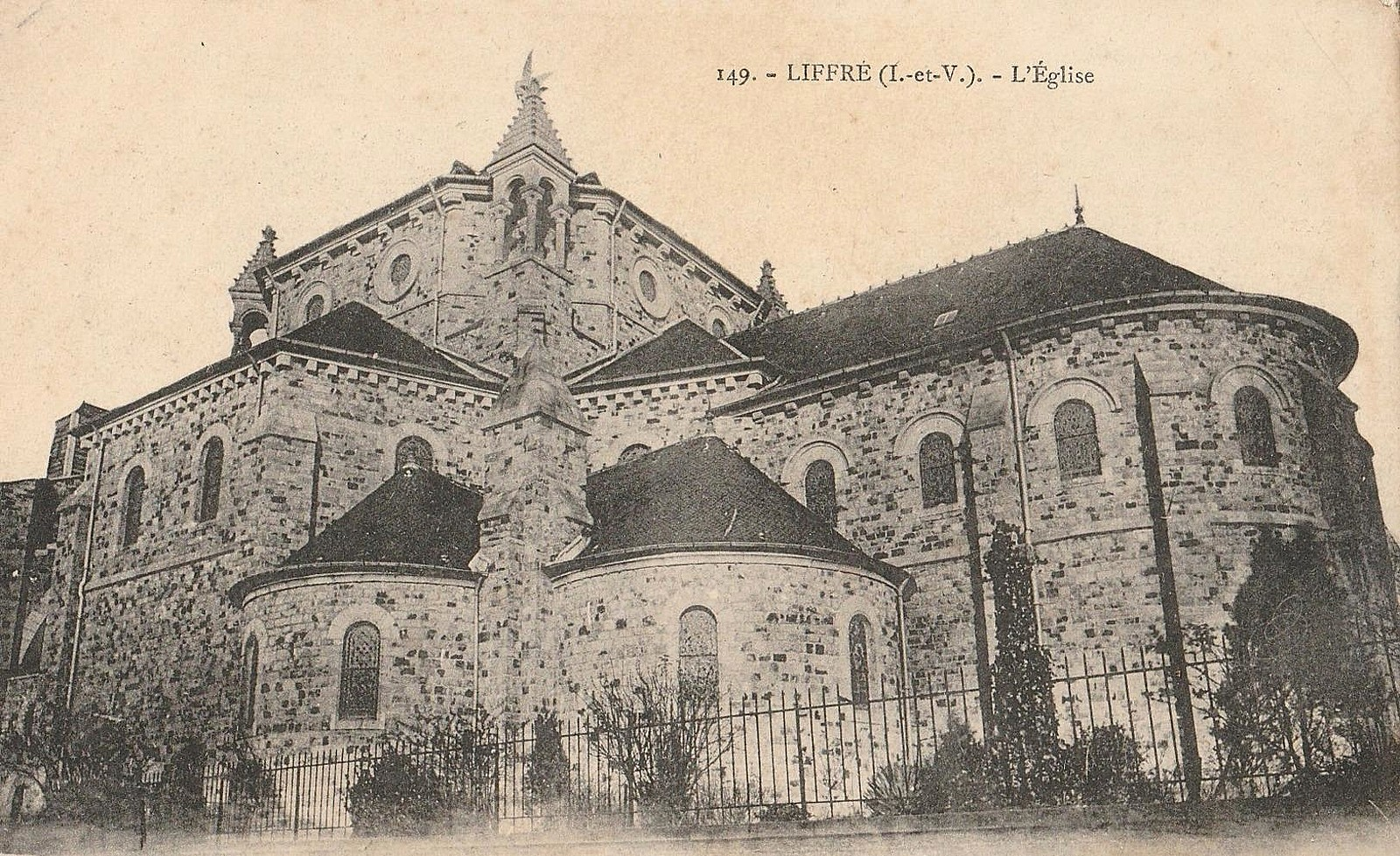
Liffré ː l'église paroissiale au début du XXe siècle, vue extérieure d'ensemble (carte postale).
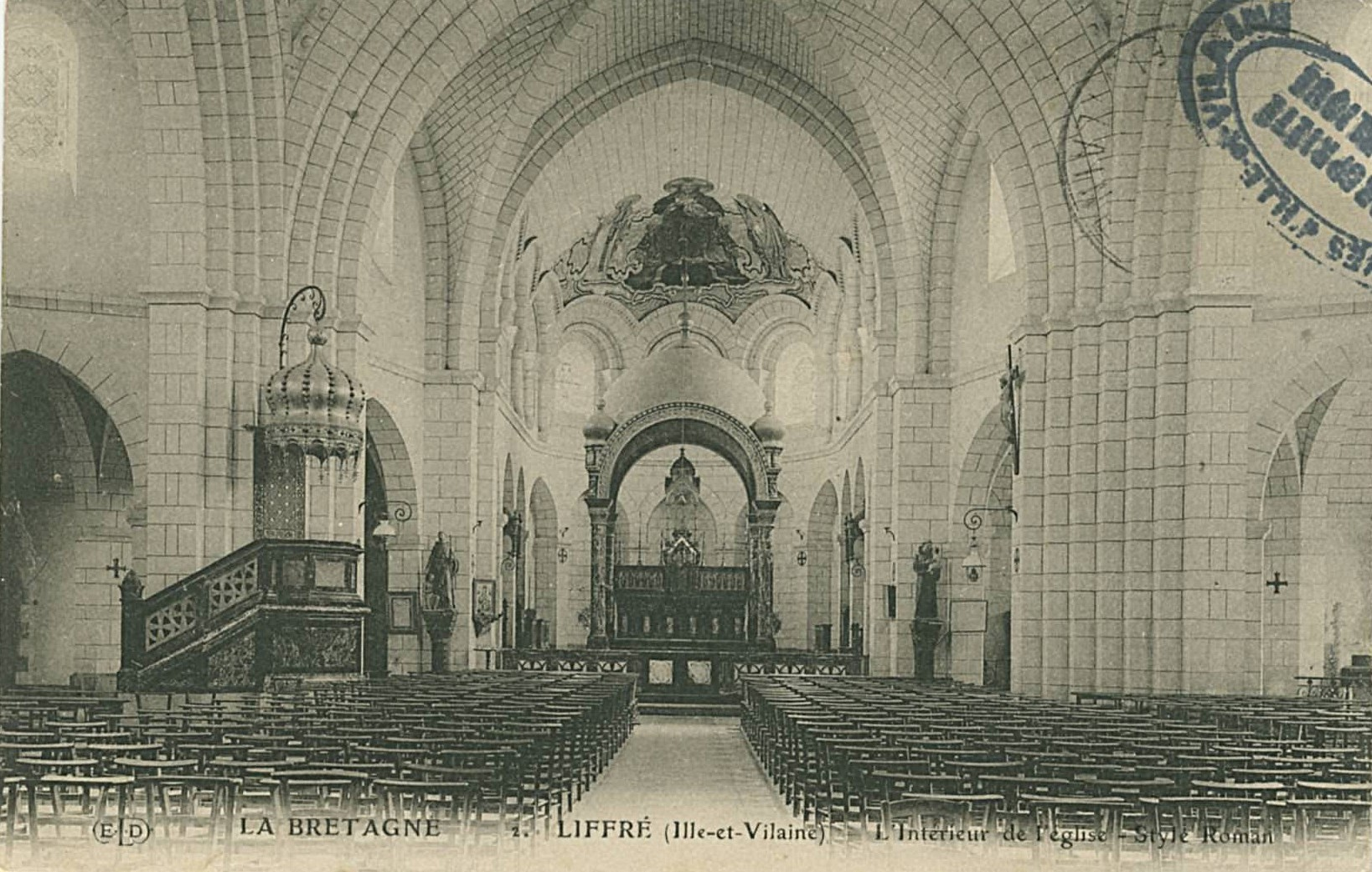
Liffré ː l'église paroissiale au début du XXe siècle, vue intérieure d'ensemble (style néoroman, carte postale).
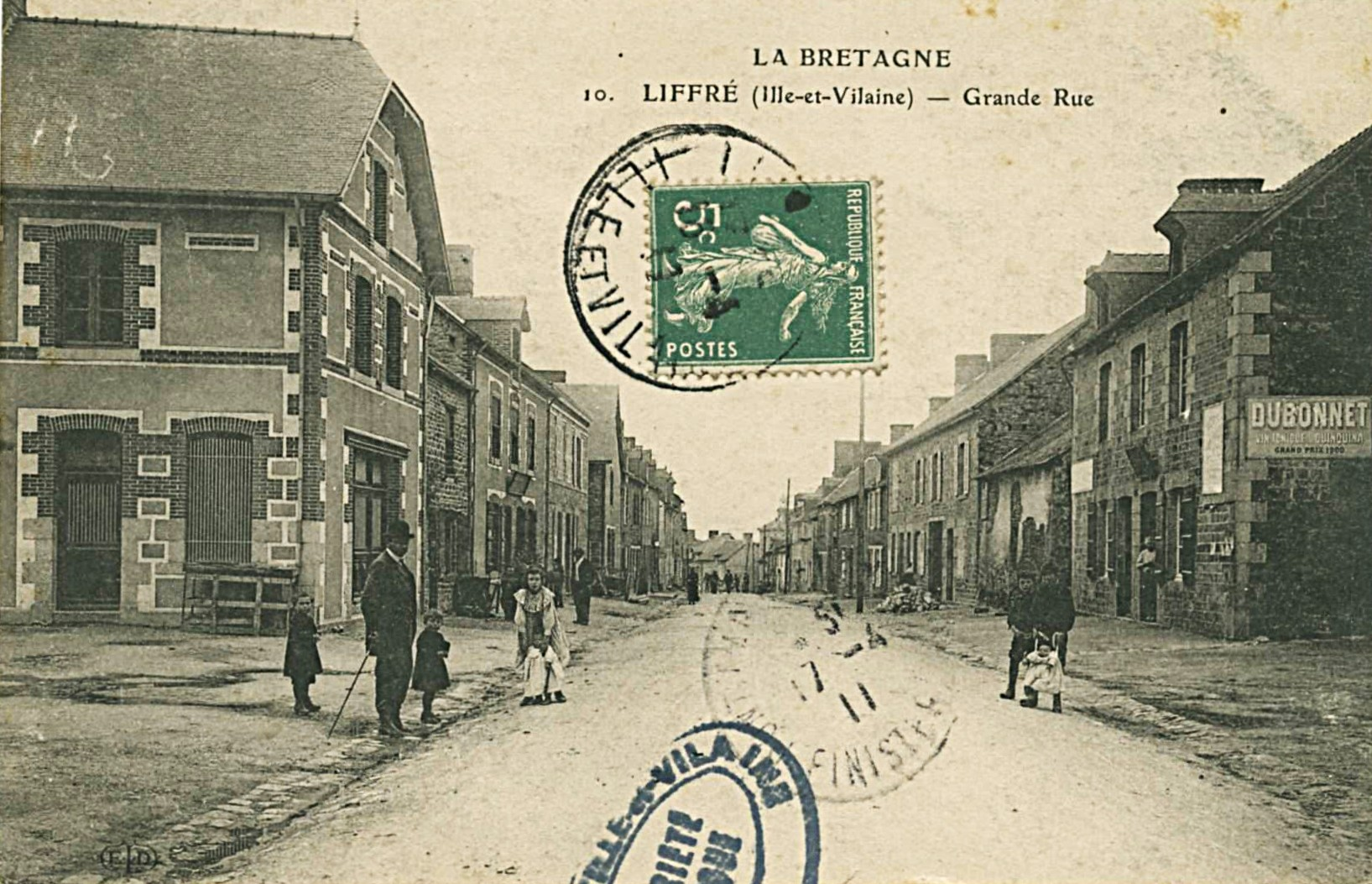
Liffré ː la Grande Rue au début du XXe siècle (carte postale).
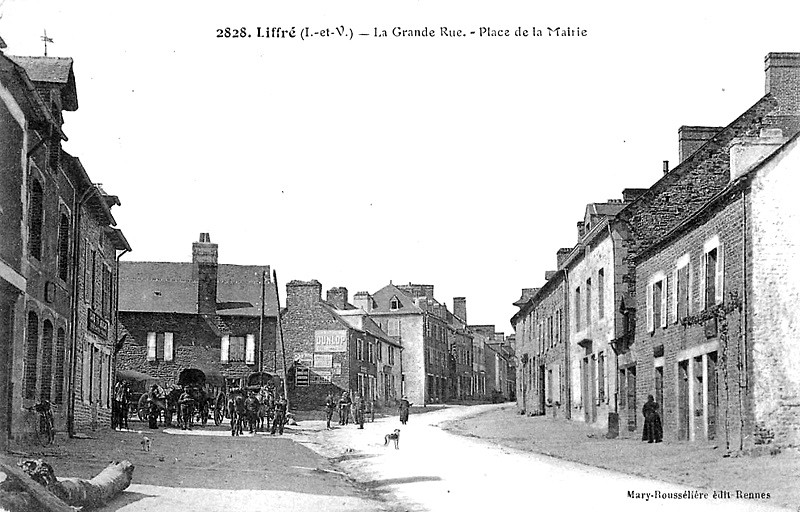
Grande Rue et Place de la Mairie (carte postale, début XXe siècle).
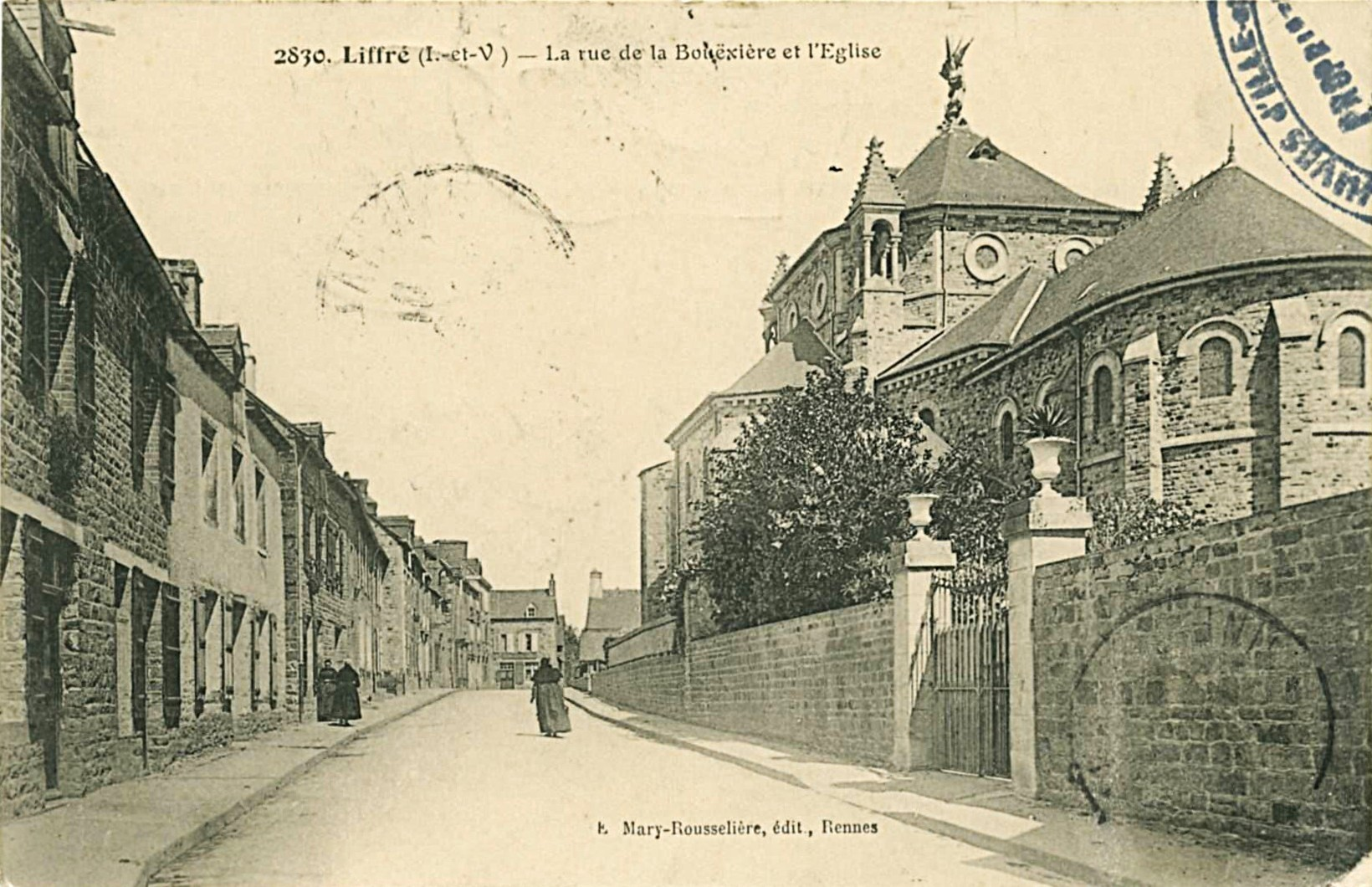
Liffré ː la rue de La Bouëxière et l'église au début du XXe siècle (carte postale).
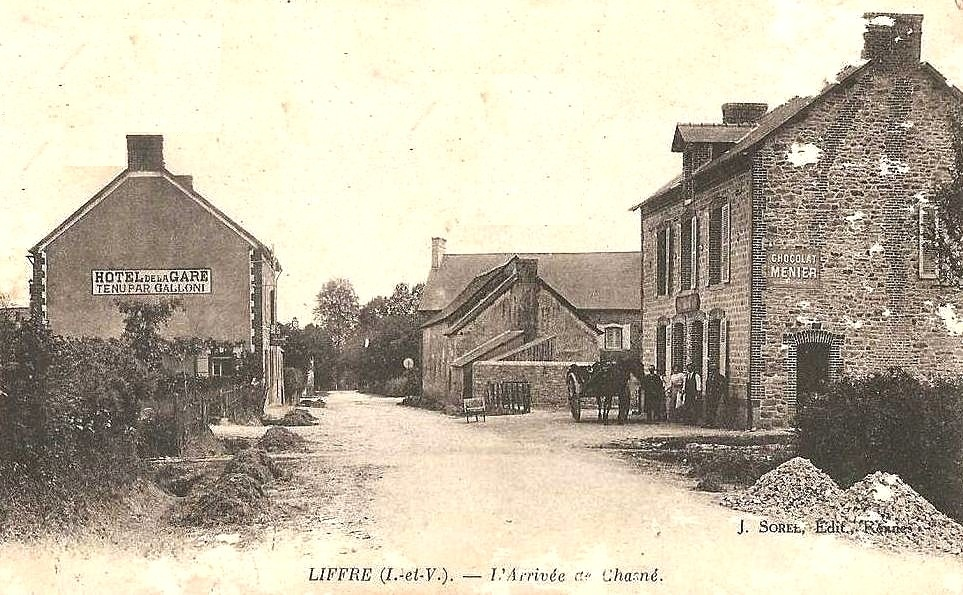
Liffré ː l'arrivée par la route de Chasné au début du XXe siècle (carte postale).
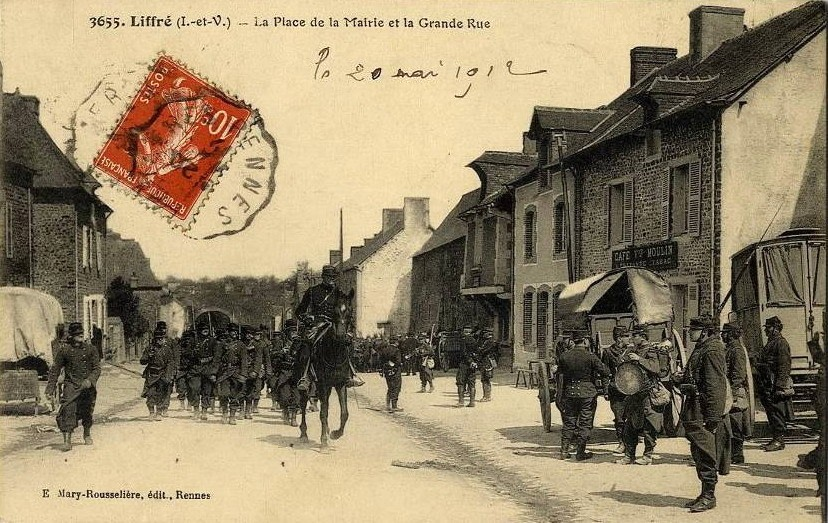
Liffré ː soldats dans la Grande Rue au début du XXe siècle (carte postale).
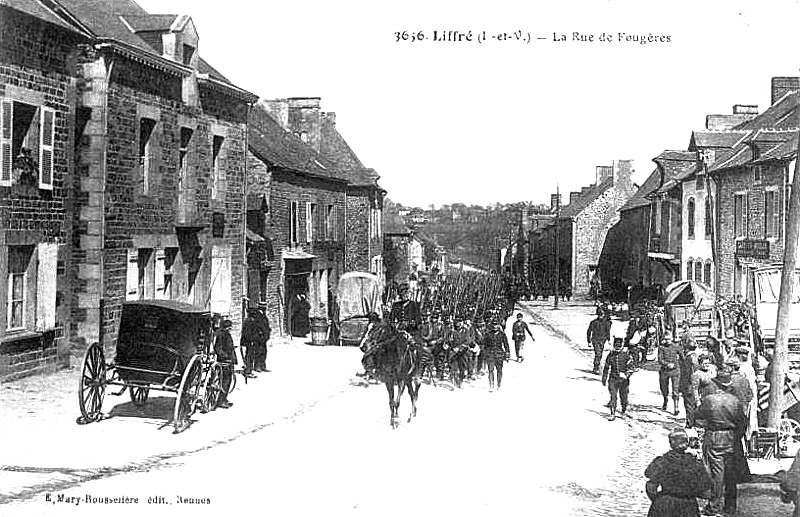
Liffré ; militaires dans la rue de Fougères au début du XXe siècle (carte postale).

#### La Première Guerre mondiale
Le monument aux morts de Liffré porte les noms de 178 soldats morts pour la France pendant la Première Guerre mondiale ; parmi eux 15 sont morts en Belgique (Jean Roussel dès le 21 août 1914 à Arsimont ;Joseph Berhault, François Caradeux, Prosper Chuberre et Pierre Paul à Rossignol, Louis Hauvespre à Virton et Alfred Busson à Châtelet, tous les six le 22 août 1914 ; Ernest Noyalet, Léon Bertillon, Jean Houalet, Jean Hurault et Pierre Souchet, tous les cinq morts à Boezinge, le premier cité le 10 novembre 1914, le second cité  le 14 novembre 1914, les trois autres en avril 1915 ; Armand Geffroy à Noordschote le 17 janvier 1915 ; Joseph Chuberre le 22 juin 1918 à Bruges et Pierre Georges le 29 octobre 1918 lors de la bataille de la Lys) ; André Pinsart est mort de maladie dans l'actuelle Macédoine du Nord le 27 octobre 1918 ; Jules Aubin est mort de maladie alors qu'il était en captivité en Allemagne le 30 décembre 1918, donc après l'armistice ; les  140 autres sont morts sur le sol français (parmi eux Urbain Tanvet, capitaine au 43e régiment d'infanterie coloniale, mort des suites de ses blessures dans l'ambulance le 20 juillet 1918 à La Veuve (Marne), Chevalier de la Légion d'honneur et décoré  de la Croix de guerre) ; une incertitude existe pour 21 personnes pour lesquels ni le lieu ni la date de décès ne sont fournis.

#### L'entre-deux-guerres

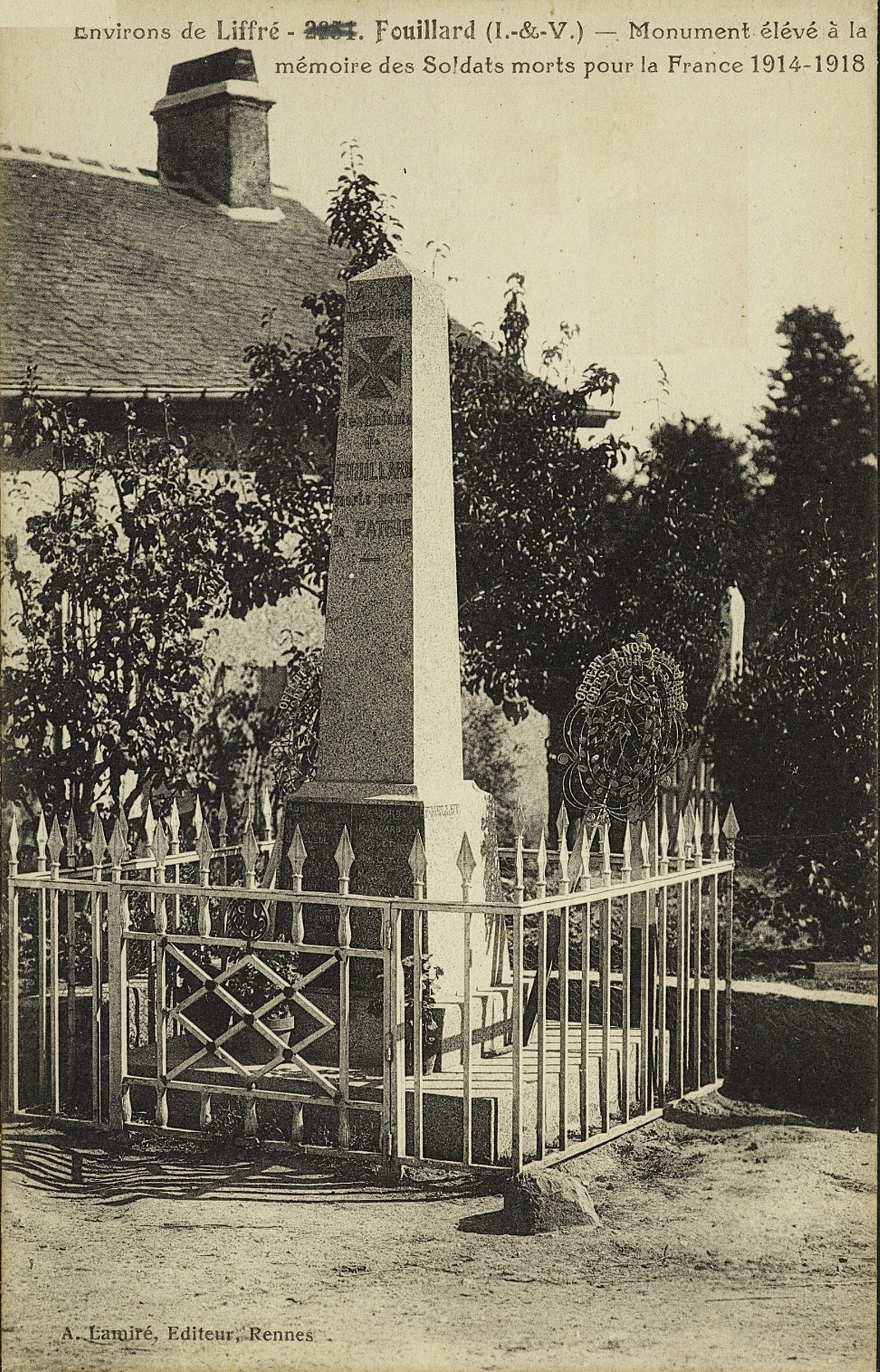
Le monument aux morts de Fouillard (carte postale).

Le monument aux morts, qui a la forme d'un pilier placé sur un piédestal, le tout en granit et placé sur un tertre quadrangulaire engazonné, est orné sur son devant d'une couronne mortuaire,  d'une croix latine, d'un casque, d'une épée, et d'une palme, est situé dans le cimetière communal. Il porte l'inscription : "À LA MÉMOIRE DES ENFANTS DE LIFFRÉ MORTS POUR LA PATRIE - 1914 1918" et sur ses trois autres côtes la liste des soldats morts pendant la Première Guerre mondiale. Des plaques supplémentaires portent les noms des victimes de la guerre de 1870, de la Seconde Guerre mondiale et même un réemploi de plaques commémoratives de la guerre de Crimée.
Un autre monument aux morts fut édifié à Fouillard. Une fête annuelle était organisée chaque année à Fouillard : celle de 1920, organisée par le conseil municipal de Liffré en l'honneur des morts pour la Patrie, fut accompagnée d'une cérémonie religieuse qui se tint en l'église de Thorigné.
À la belle saison, des trains spéciaux à prix réduits étaient fréquemment organisés pour permettre aux Rennais de se rendre en excursion dans la forêt de Rennes, celle de Sévailles ou celle de Haute-Sève.

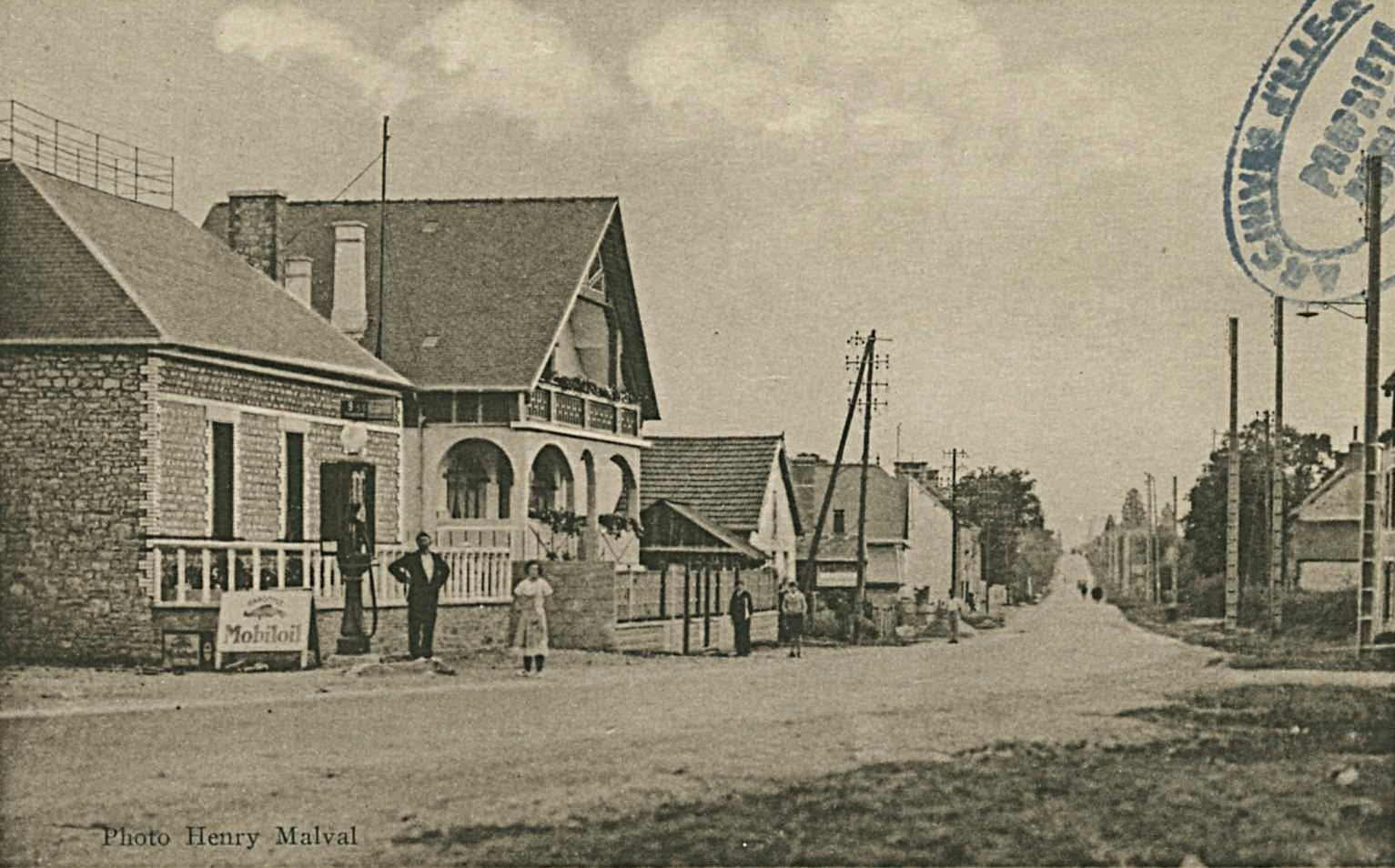
Liffré ː la Rue de Rennes vers 1920 (carte postale).
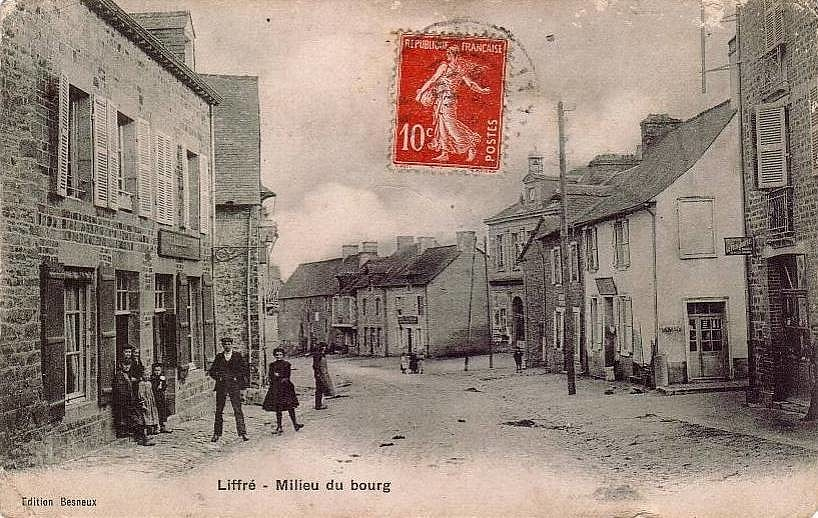
Liffré ː le milieu du bourg vers 1925 (carte postale).
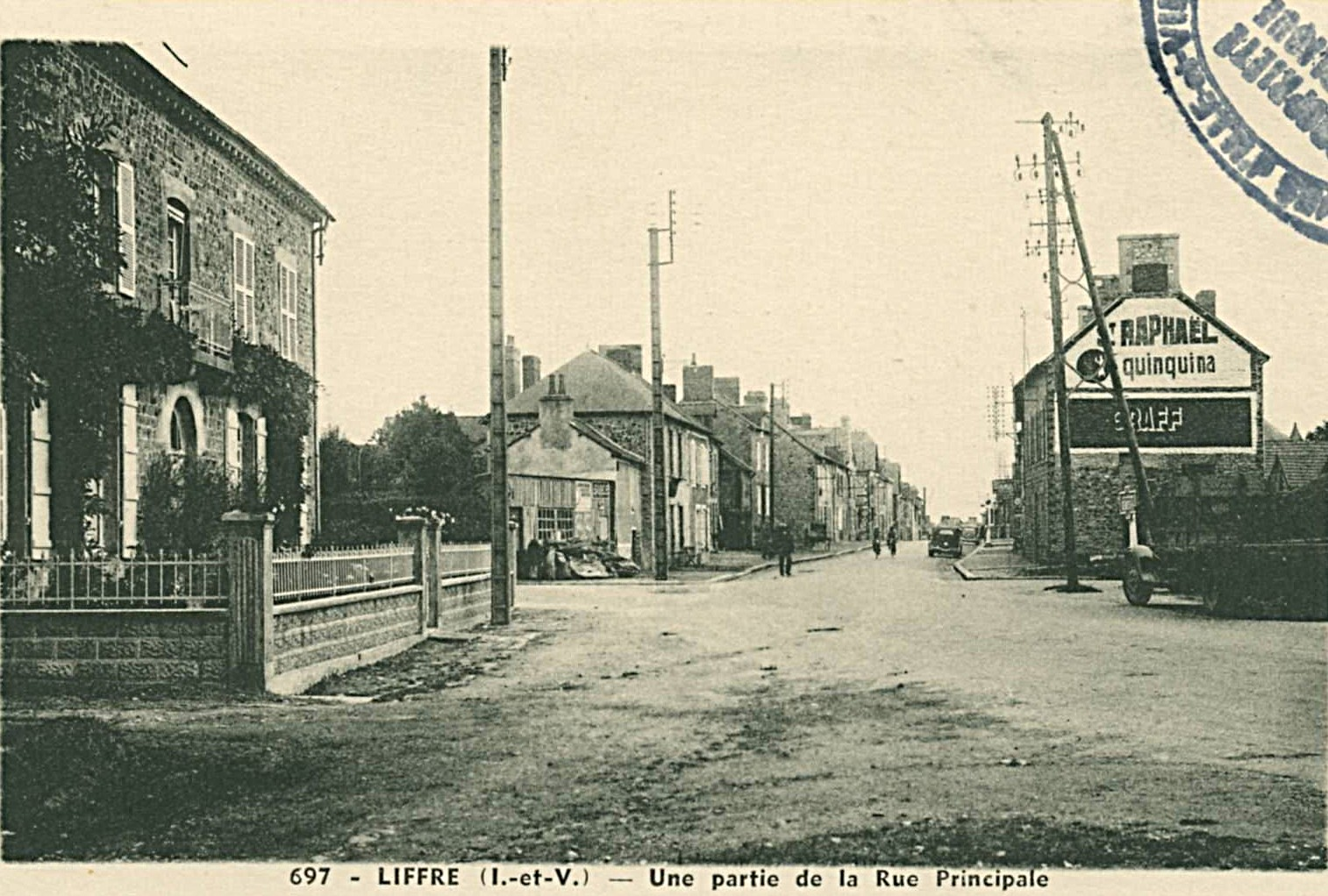
Liffré ː une partie de la rue principale vers 1925 (carte postale).
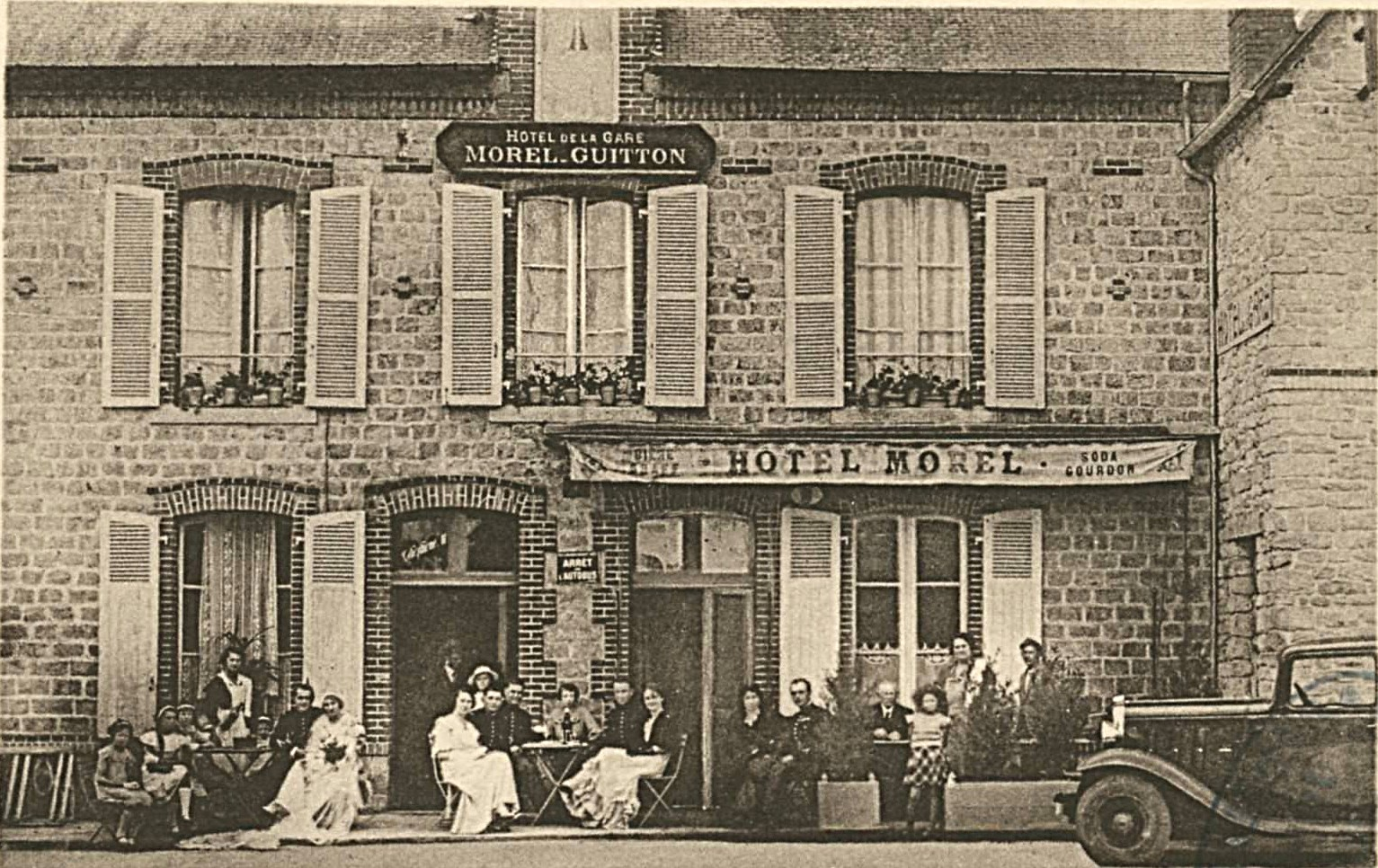
Liffré ː l'Hôtel de la Gare vers 1925 (carte postale).

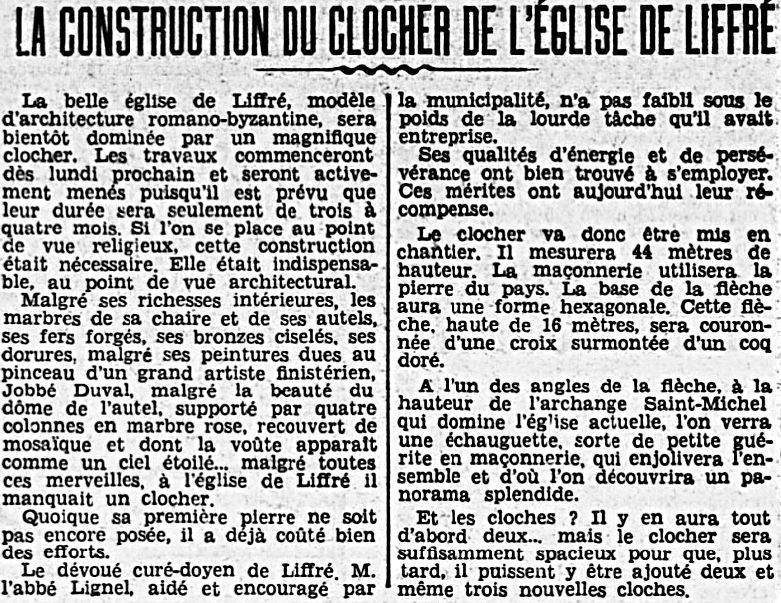
La construction du clocher de l'église de Liffré (journal L'Ouest-Éclair du 20 février 1938).

Un article du journal L'Ouest-Éclair en date du 9 novembre 1927 écrit qu'« à Liffré on attend avec impatience la lumière électrique (..) ; ce gros bourg (..) est, le soir, complètement dépourvu de lumière et plongé dans la plus grande obscurité (..) ; lorsque la circulation des véhicules es très intense et que les piétons veulent se garer, ils s'en vont choquer les poteaux en ciment armé placés sur le bord des trottoirs, déjà trop étroits, ou se jeter sur les tas de vidange qui, depuis près de trois mois, séjournent au pied de ces poteaux, en attendant que la municipalité, chargée de l'hygiène et de la sécurité dans la commune, veuille bien les faire enlever ».
En juillet 1936 Liffré organisa une "Fête des Fleurs" afin de donner un regain de vitalité à sa fête annuelle traditionnelle. En octobre 1937 une réplique de la Grotte de Lourdes, située route de La Bouëxière, fut bénie pour la première fois par l'abbé Lignel, curé-doyen de la paroisse. Le clocher de l'église paroissiale est achevé et inauguré le 31 juillet 1938.
En février 1937 le Conseil municipal vote des crédits pour l'électrification des villages de la commune qui ne sont pas encore desservis comme Baugé, Cerberdière, Bâton-Roulant, Villeneuve, Gautrais, Croix-de-Bois, Fouillard, etc..

#### La Seconde Guerre mondiale
L'armée anglaise installe à l'automne 1939 un camp près des Maffrais qui fut occupé ensuite par l'armée allemande, lui servant de dépôt de munitions et d'essence.
À l'initiative de l'abbé Lignel, alors curé-doyen de la paroisse, un pardon de la Saint-Michel fut pour la première fois organisé à Liffré en septembre 1940 ; c'est en fait la reprise de l'ancienne tradition de l'"assemblée de Liffré", autrefois très fréquentée par les fidèles venant de plusieurs lieues à la ronde.

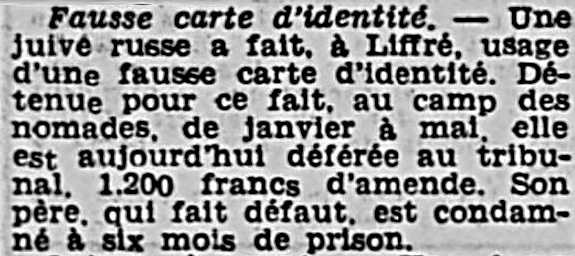
Article du journal L'Ouest-Éclair concernant une juive d'origine russe à Liffré (19 juin 1942).

Le monument aux morts de Liffré porte les noms de 12 personnes mortes pour la France pendant la Seconde Guerre mondiale ; parmi elles Raymond Saillard a été tué à l'ennemi le 14 juin 1940 à Corroy (Marne) lors de la Bataille de France et Jean Lepage est mort des suites de ses blessures le 18 juin 1940 à l'hôpital militaire du camp de Sissonne alors qu'il était prisonnier de guerre.
Fernand Pigeon fut caporal-chef FFI, membre du Front national, dans le groupe de résistants de Mi-Forêt en Liffré ; arrêté  par la Milice, il fut torturé et blessé à mort en forêt de Rennes, décédant des suites de ses blessures le 11 juin 1944 à l'hôpital militaire de Rennes.
Henri Lebreton, directeur d'école et secrétaire général de la mairie, résistant, fut déporté. Une allée du bourg porte son nom. Rosalie Rouault, qui vivait à Betton, mais née à Liffré fut arrêtée pour actes de sabotages et fait partie du dernier convoi de prisonniers quittant Rennes le 3 août 1944 à destination de l'Allemagne, mais son convoi fut arrêté à Belfort et elle réussit à passer en Suisse.
Trois membres d'une famille juive d'origine bulgare (Jacques, sa femme Natho et leur fils David Behar-Eliakim), arrêtés le 9 octobre 1942 à Liffré, furent déportés le 4 novembre 1942 du camp de Drancy vers le camp de concentration d'Auschwitz où ils sont morts le 9 novembre 1942. Une plaque commémorative rappelle leur souvenir à Liffré.
Une réunion de mathématiciens membres du Nicolas Bourbaki se tint clandestinement à Liffré. en septembre 1943.
Au début d'août 1944, un homme blessé à mort vint une nuit quémander du secours dans une maison de Mi-Forêt : il s'agissait de Gérard de Becker (un pseudonyme), un journaliste de Paris-Soir, collaborateur membre des Waffen SS, qui venait, après  avoir été battu, d'être abattu par des résistants.

#### L'après-Seconde Guerre mondiale
En 1946 Liffré comptait 715 immeubles seulement, mais 243 exploitations agricoles. La terre faisait alors vivre 1 018 personnes, soit 42 % de la population totale. Liffré était encore en bonne partie une commune rurale.
Deux soldats originaires de Liffré (François Gambert et Marcel Le Bozec) sont morts pour la France pendant la guerre d'Algérie.
À partir des années 1970, la commune connaît une explosion démographique importante avec l'extension de l'agglomération de Rennes sur la première couronne. La zone de la Bazanerie, au sud du bourg, qui était occupée par des prairies, a été lotie et est désormais occupée par un habitat pavillonnaire et des établissements scolaires. Les activités industrielles, artisanales et commerciales se sont implantées à proximité de la RN 12, puis de l'autoroute A84, à l'ouest et au nord-ouest du bourg.

#### Histoire de l'annexion de Fouillard par Thorigné
À l'origine, Thorigné-sur-Vilaine et Fouillard étaient deux villages distincts. Le village de Fouillard situé 8 kilomètres au sud-ouest du bourg de Liffré et ses hameaux environnants faisaient partie de la commune de Liffré, bien que séparés par la forêt de Rennes.
Plusieurs tentatives de rattachement (1866, 1867, 1902, 1928) se soldèrent par un échec. Toutefois en 1856 Thorigné avait obtenu que les morts de la section de Fouillard (alors en Liffré) soient inhumés dans son cimetière, les habitants de Fouillard fréquentant préférentiellement l'église de Thorigné pour les cérémonies religieuses ; mais le 10 février 1927 le conseil municipal de Thorigné interdit l'inhumation des morts de Fouillard dans son cimetière, afin d'exercer une pression sur les électeurs de la section de Fouillard, lesquels se prononcèrent malgré tout majoritairement pour leur maintien dans la commune de Liffré (le 3 mars 1929 les candidats hostiles au rattachement à Thorigné obtiennent 51 ou 50 voix, ceux favorables au rattachement 30 voix) ; celle-ci décida alors la construction d'un cimetière à Fouillard. Les relations entre les communes de Liffré et de Thorigné demeurèrent tendues : en 1931 le conseil municipal de Thorigné démissionna, pour protester contre le refus de la commune de Liffré d'augmenter sa contribution financière pour les enfants de Fouillard qui fréquentaient les écoles de Thorigné, ce qui amena la commune de Liffré à envisager la construction d'une école à Fouillard. Une commission d'arbitrage, organisée par le Préfet le 25 juillet 1931 finit par régler le différend entre les deux communes.
En 1975, 337 habitants de Fouillard (sur 480 électeurs) demandent au préfet le rattachement de leur « hameau » à Thorigné-sur-Vilaine. Cette procédure se solde par un refus en 1979.
La municipalité de Thorigné-sur-Vilaine a relancé un nouveau dossier en mars 1980 et, le 4 décembre 1981, un décret de rattachement de Fouillard (partie de la commune de Liffré qui était située à 8 km du bourg de cette commune) à la commune de Thorigné-sur-Vilaine est signé. Cette commune prend alors le nom de Thorigné-Fouillard.

## Héraldique et logotype

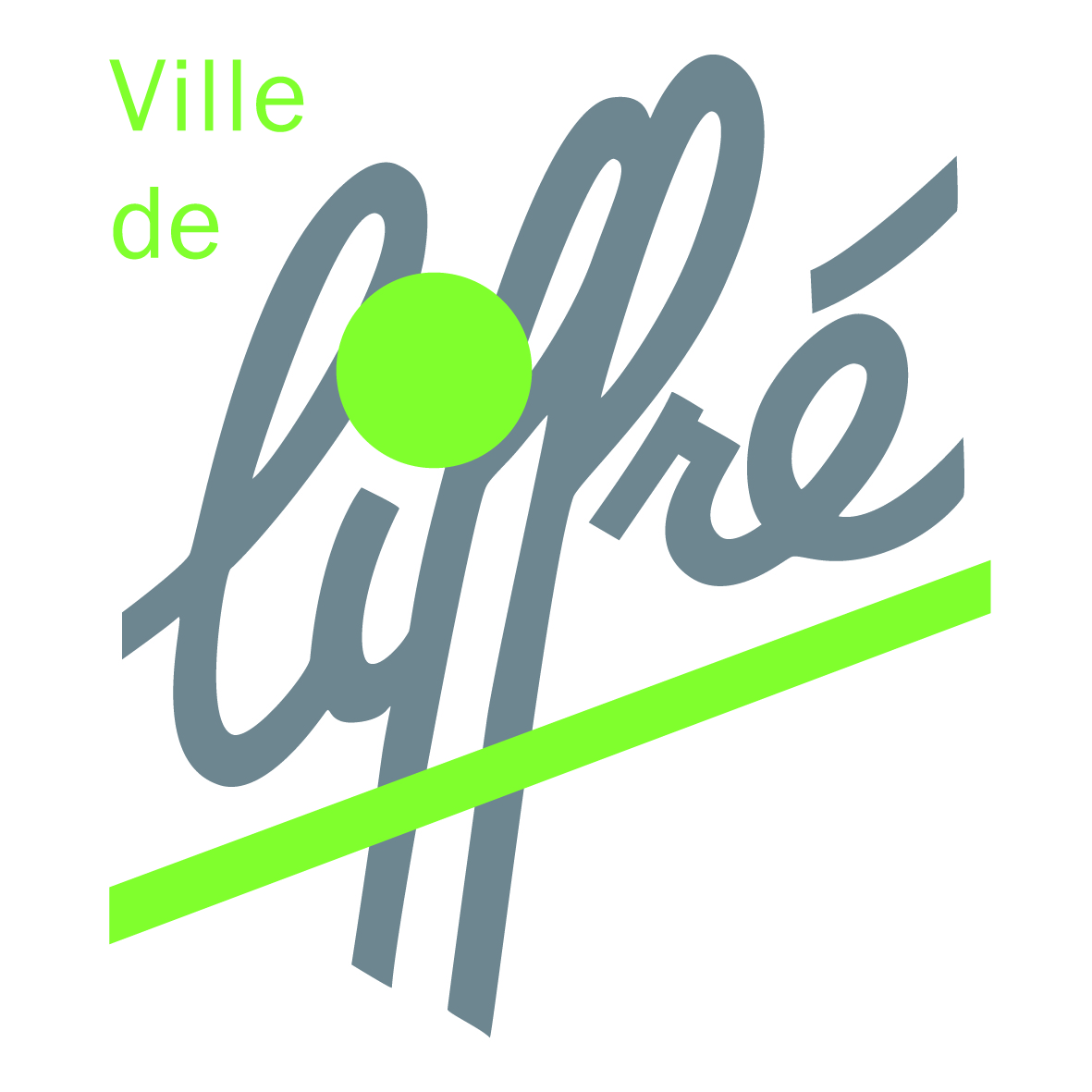
Logo.

| Blason de Liffré | Blason  | Taillé : au premier de sinople aux deux étoiles d'or rangées en barre, au second de gueules aux deux étoiles d'or rangées en barre. |
| Blason de Liffré | Détails | |

## Politique et administration

### Rattachements administratifs et électoraux
Liffré appartient à l'arrondissement de Rennes et au canton de Liffré, dont elle est le chef-lieu depuis sa création. Le redécoupage cantonal de 2014 en a modifié sa composition puisque les communes d'Acigné (ancien canton de Cesson-Sévigné) et de Brécé (canton de Châteaugiron) intègrent le canton redécoupé tandis que Livré-sur-Changeon est rattachée au canton de Fougères-1 nouvellement créé.
Pour l'élection des députés, la commune fait partie de la deuxième circonscription d'Ille-et-Vilaine, représentée depuis juillet 2024 par Tristan Lahais (Génération.s). Auparavant, elle a successivement appartenu à la circonscription de Rennes (Second Empire, 1857-1870), la 2e circonscription de Rennes (1876-1885 puis 1889-1919), la 1re circonscription de Rennes (1928-1940), la 1re circonscription (1958-1986) et la 6e circonscription (1988-2012).
Sur le plan des institutions judiciaires, la commune relève du tribunal judiciaire (qui a remplacé le tribunal d'instance et le tribunal de grande instance le 1er janvier 2020), du tribunal pour enfants, du conseil de prud'hommes, du tribunal de commerce, de la cour d'appel et du tribunal administratif de Rennes et de la cour administrative d'appel de Nantes.

### Intercommunalité
Depuis le 1er janvier 2000, date de sa création, la commune appartient à Liffré-Cormier Communauté (anciennement Communauté de communes du Pays de Liffré) et en est la principale ville. La communauté de communes a succédé au SIVOM du secteur de Liffré fondé en 1972.
Liffré fait aussi partie du Pays de Rennes.

### Administration municipale
Le nombre d'habitants au dernier recensement étant compris entre 5 000 et 9 999, le nombre de membres du conseil municipal est de 29.

### Tendances politiques et résultats
| Élections                  | Élections                     | Circonscription électorale | Élu de la circonscription       | Élu de la circonscription | Élu de la circonscription | Élu de la circonscription |
| Niveau                     | Type                          | Circonscription électorale | Titre                           | Nom                       | Début de mandat           | Fin de mandat             |
| -------------------------- | ----------------------------- | -------------------------- | ------------------------------- | ------------------------- | ------------------------- | ------------------------- |
| Commune / Intercommunalité | Municipales et communautaires | Liffré                     | Maire                           | Guillaume Bégué           | 2020                      | 2026                      |
| Commune / Intercommunalité | Municipales et communautaires | Liffré-Cormier Communauté  | Président de l'intercommunalité | Stéphane Piquet           | 2020                      | 2026                      |
| Département                | Départementales               | Canton de Liffré           | Conseillère départementale      | Isabelle Courtigné        | 2021                      | 2028                      |
| Département                | Départementales               | Canton de Liffré           | Conseiller départemental        | Jean-Michel Le Guennec    | 2021                      | 2028                      |
| Région                     | Régionales                    | Région Bretagne            | Président du conseil régional   | Loïg Chesnais-Girard      | 2021                      | 2028                      |
| Pays                       | Législatives anticipées       | 2e circonscription         | Député                          | Tristan Lahais            | 2024                      | 2027                      |

#### Élections municipales

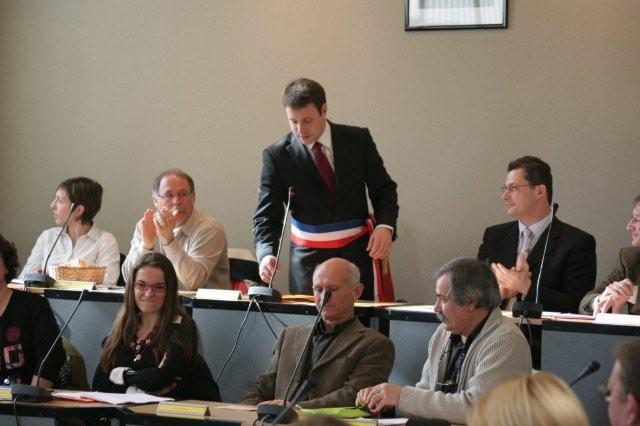
Loïg Chesnais-Girard, maire de Liffré entre 2008 et 2017 (en 2008).

Depuis 1983, Liffré est une ville qui vote traditionnellement à gauche aux élections municipales et depuis 1989, les sortants socialistes sont élus ou réélus dès le premier tour.
Avant cette date, la commune eut des maires classés à la droite de l'échiquier politique : Jean Vincent (UNR puis CNIP) de 1947 à 1965 et Louis Lorant (divers droite) entre 1971 et 1983.
Élection municipale du 15 mars 2020
|                                          | Guillaume Bégué * | PS  | 1 757 | 72,81 | 25 | 9 |
| Liffré, partageons un avenir responsable |                   |     | 1 757 | 72,81 | 25 | 9 |
|                                          | Yannick Billioux  | DVD | 656   | 27,18 | 4  | 1 |
| Un nouvel élan pour Liffré               |                   |     | 656   | 27,18 | 4  | 1 |
| * Liste du maire sortant                 |                   |     |       |       |    |   |

### Liste des maires
| Période                                  | Période                   | Identité             | Étiquette         | Qualité |
| ---------------------------------------- | ------------------------- | -------------------- | ----------------- | --- |
| mai 1945                                 | ?                         | Pierre Dufeu         |                   | |
| ?                                        | 1947                      | Émile Planty         | SFIO              | Directeur d'école honoraire, ancien instituteur adjoint et chargé d'école. Officier de l'Instruction publique. |
| novembre 1947                            | mars 1965                 | Jean Vincent         | UNR puis CNIP     | Agriculteur Conseiller général de Liffré (1961 → 1965) Chevalier du Mérite agricole |
| mars 1965                                | 26 mars 1971              | Jean Touffet         | DVD (Act. rurale) | Retraité |
| 26 mars 1971                             | 19 mars 1983              | Louis Lorant         | DVD               | Agriculteur Président du SIVOM du secteur de Liffré (1977 → 1983) Suppléant du député Jacques Cressard (1973 → 1978) |
| 19 mars 1983                             | 15 mars 2008              | Clément Théaudin     | PS                | Enseignant retraité, chargé de mission Député de la 1re circonscription d'Ille-et-Vilaine (1981 → 1986) Député d'Ille-et-Vilaine (1986 → 1988) Conseiller général de Liffré (1978 → 1992 puis 1998 → 2015) Vice-président du conseil général d'Ille-et-Vilaine (2004 → 2015) Président du SIVOM du secteur de Liffré (1989 → 1995 puis 1998 → 1999) Président de la CC du Pays de Liffré (2000 → 2008) |
| 15 mars 2008                             | 22 juin 2017              | Loïg Chesnais-Girard | PS                | Cadre bancaire Conseiller régional de Bretagne (2010 → ) Président du conseil régional de Bretagne (2017 → ) Président de Liffré-Cormier Communauté (2008 → 2020) Démissionnaire à la suite de son élection à la présidence du conseil régional de Bretagne |
| 23 septembre 2017                        | En cours (au 28 mai 2020) | Guillaume Bégué      | PS                | Chef d'entreprise 1er vice-président de Liffré-Cormier Communauté (2020 → ) Maire par intérim du 22 juin au 23 septembre 2017 Réélu pour le mandat 2020-2026 |
| Les données manquantes sont à compléter. |                           |                      |                   | |

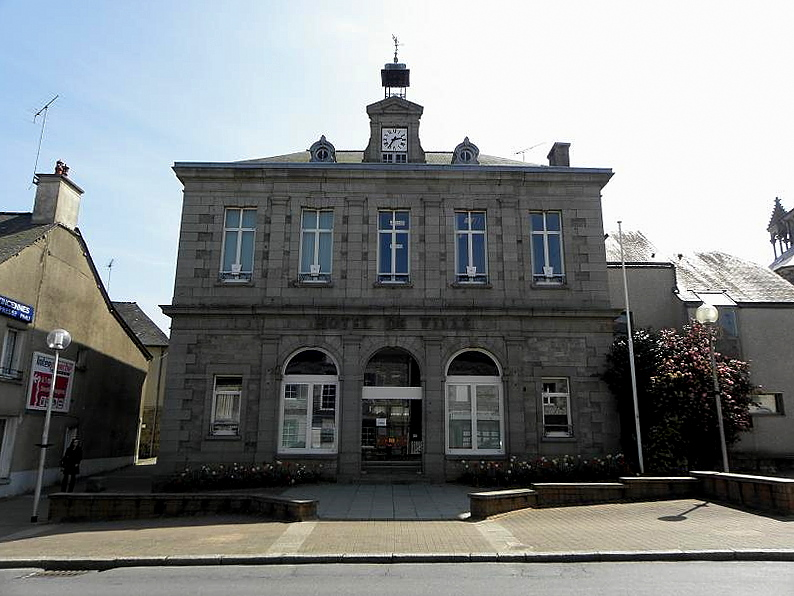
L'hôtel de ville de Liffré (en 2011).

À la suite de l'élection de Loïg Chesnais-Girard à la présidence du conseil régional de Bretagne et à sa démission de ses fonctions de maire, une élection municipale partielle est organisée le 17 septembre 2017 : elle voit la victoire de la liste emmenée par Guillaume Bégué, maire par intérim, avec 71,97 % des voix contre 28,03 % pour la liste divers droite de Jean-Michel Debains.

### Finances locales
Budget 2022
- 8 644 666 € de fonctionnement ;
- 6 333 097 € d'investissements.

Taux d'imposition 2022
- taxe d'habitation à 15,77 % ;
- taxe foncière sur les propriétés bâties à 9,66 % ;
- taxe foncière sur les propriétés non bâties à 39,48 %.

La fiscalité des entreprises (cotisation foncière et cotisation sur la valeur ajoutée) a été transférée à la communauté de communes du Pays de Liffré au 1er janvier 2013 avec un taux de CFE de 24,40 %.

### Jumelages
| Ville | Ville    | Pays | Pays         | Période     |
| ----- | -------- | ---- | ------------ | ----------- |
|       | Beniel   |      | Espagne      | depuis 1990 |
|       | Piéla    |      | Burkina Faso | depuis 1978 |
|       | Wendover |      | Royaume-Uni  | depuis 1976 |

## Population et société

### Démographie
L'évolution du nombre d'habitants est connue à travers les recensements de la population effectués dans la commune depuis 1793. Pour les communes de moins de 10 000 habitants, une enquête de recensement portant sur toute la population est réalisée tous les cinq ans, les populations de référence des années intermédiaires étant quant à elles estimées par interpolation ou extrapolation. Pour la commune, le premier recensement exhaustif entrant dans le cadre du nouveau dispositif a été réalisé en 2005.
En 2022, la commune comptait 8 987 habitants, en évolution de +19,44 % par rapport à 2016 (Ille-et-Vilaine : +5,46 %, France hors Mayotte : +2,11 %).
| 1793  | 1800  | 1806  | 1821  | 1831  | 1836  | 1841  | 1846  | 1851  |
| ----- | ----- | ----- | ----- | ----- | ----- | ----- | ----- | ----- |
| 2 035 | 2 096 | 2 228 | 2 300 | 2 549 | 2 492 | 2 402 | 2 662 | 2 501 |

| 1856  | 1861  | 1866  | 1872  | 1876  | 1881  | 1886  | 1891  | 1896  |
| ----- | ----- | ----- | ----- | ----- | ----- | ----- | ----- | ----- |
| 2 779 | 2 885 | 3 128 | 3 175 | 3 050 | 3 016 | 3 031 | 2 944 | 3 001 |

| 1901  | 1906  | 1911  | 1921  | 1926  | 1931  | 1936  | 1946  | 1954  |
| ----- | ----- | ----- | ----- | ----- | ----- | ----- | ----- | ----- |
| 2 910 | 2 952 | 2 904 | 2 543 | 2 597 | 2 553 | 2 387 | 2 410 | 2 365 |

| 1962  | 1968  | 1975  | 1982  | 1990  | 1999  | 2005  | 2006  | 2010  |
| ----- | ----- | ----- | ----- | ----- | ----- | ----- | ----- | ----- |
| 2 558 | 2 817 | 4 040 | 4 205 | 5 659 | 6 454 | 6 551 | 6 646 | 6 829 |

| 2015  | 2020  | 2022  | - | - | - | - | - | - |
| ----- | ----- | ----- | - | - | - | - | - | - |
| 7 370 | 8 129 | 8 987 | - | - | - | - | - | - |

## Économie

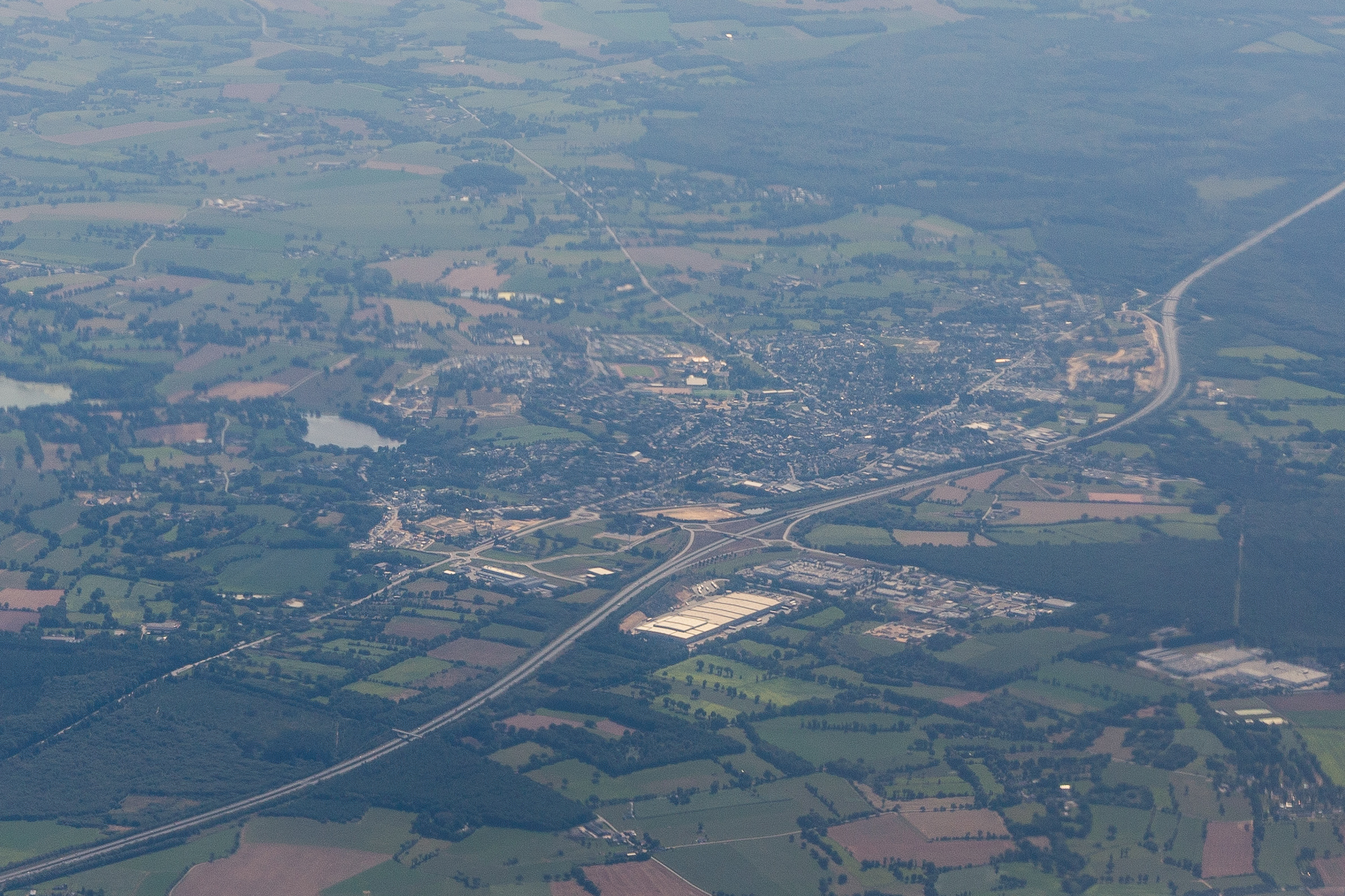
Vue aérienne sur la ville de Liffré (en 2019).

Près de 200 activités sont répertoriées, réparties dans la ville et sur les zones d'activités : la Mare Gaucher (SVA, Clermont Groupe Jean Floc'h), la zone de la Perrière, les zones de Beaugé 1 avec Canon Bretagne (Intégrateur de matériel industriel, médical et fabricant de carte électronique qui a 700 salariés), Beaugé 2 (artisans et PME), Beaugé 3 (intercommunale) et le parc d'activités de Sévailles.
La ville compte trois centres commerciaux de 3 500, 3 900 et 1 000 m2 (Intermarché, Super U et Lidl).
Beaugé 3 est une zone d'activités intercommunale soumise à une taxe professionnelle de zone, au profit de la Liffré-Cormier Communauté. Au-delà de la zone commerciale, 13 ha sont consacrés à une plate-forme logistique du groupe Lidl (30 000 m2 de bâtiments).
Le parc d'activités de Sévailles (42 hectares), comptant 15 ha entre l'autoroute des estuaires A84 et l'ancienne RN 12, est en cours de commercialisation par Liffré-Cormier Communauté.
Plusieurs entreprises se sont déjà installées : le maroquinier de luxe Fim, le brasseur Coreff, le groupe Canon, ce qui compense largement les fermetures de l'équipementier automobile Delphi et de l'abattoir SVA Jean Rozé. Mais, face aux vives oppositions rencontrées (notamment d'associations environnementales), le groupe Le Duff renonce en mai 2023 à implanter à Liffré, sur le site de Sévailles, son usine « Bridor » de viennoiseries surgelées qui devait fournir 500 emplois.
La commune compte également 34 exploitations agricoles.
Les marchés hebdomadaires ont lieu le vendredi matin, place de la mairie, de 8 h 30 à 12 h 30 et le dimanche matin, rue de Fougères, de 9 h à 13 h.

## Vie locale

### Services publics
- Espace France Services ouvert depuis le 18 octobre 2021
- Centre intercommunal d'action sociale créé en 2009.
- Trésor public

### Enseignement et petite enfance
La commune dispose de :
- deux écoles maternelles (dont une publique), trois écoles primaires (dont deux publiques)[115], et de deux collèges (dont un public, le collège Martin Luther King, ouvert en 1973)[116],[117] ;
- un lycée public d'enseignement général portant le nom de Simone Veil a ouvert en septembre 2020 à proximité de la piscine et du stade Nelson-Paillou[118] ; rattaché à 28 communes d'une capacité, à terme, de 1 200 élèves le lycée Simone-Veil a été conçu selon les principes d'éco-construction par le cabinet d'architectes Chomette-Lupi associé à l'Atelier Loyer architectes. Financé par la Région (47,2 millions d'€), il est intégralement livré depuis janvier 2021[119].
- une école intercommunale de musique, l'Orphéon[120].

### Langues régionales
- À la rentrée 2022, 106 élèves étaient scolarisés dans les classes bilingues français-breton des écoles publiques (soit 8,9 % des enfants de la commune inscrits dans le primaire).
- L'adhésion à la charte du breton Ya d'ar brezhoneg a été votée par le conseil municipal le 4 juillet 2019.
- La commune est engagée depuis 2015 dans la promotion du gallo à travers la signature de la charte « du Galo, dam Yan, Dam Vèr ! ».
- Des panneaux d'entrée et de sortie d'agglomération en français, gallo, breton ont été installés en 2020.

### Santé, services d'urgence et sécurité
- Centre d'incendie et de secours
- Brigade de Gendarmerie (21 effectifs en 2019[121]) situé rue de la Bergerie depuis 2019
- Police municipale
- EHPAD Maison Saint-Michel accueillant 110 résidents dans le bourg (rue de Rennes)

### Transports
- Desservie par l'autoroute des estuaires A84 depuis la rocade nord de Rennes.
- Desservie par les cars du réseau de transport en commun interurbain BreizhGo :
  - ligne 9a Cesson - Viasilva (métro de Rennes)(Rennes) <> Liffré <> Fougères[122] ;
  - ligne 9b Cesson - Viasilva (métro de Rennes)(Rennes) <> Liffré <> La Bouëxière[122];
  - 37 lignes scolaires desservant Saint-Sulpice-la-Forêt, Betton, Acigné, Thorigné-Fouillard, Ercé-près-Liffré, Dourdain, La Bouëxière, Châteaubourg, Servon-sur-Vilaine, Gahard, Vieux-Vy-sur-Couesnon, Saint-Aubin-d'Aubigné, Montreuil-sur-Ille, Saint-Médard-sur-Ille, Chasné-sur-Illet, Saint-Aubin-du-Cormier, Livré-sur-Changeon, Mecé, Gosné, Mézières-sur-Couesnon, Aubigné, Andouillé-Neuville, Feins, Sens-de-Bretagne, Chevaigné et Mouazé.
- Transport à la demande sur Liffré-Cormier Communauté[123].

### Équipements culturels et sportifs
La ville possède de nombreux équipements sportifs et culturels : 
- une piscine de 25 m avec spa et hammam, ainsi que d'un bassin nordique depuis 2023, devenue communautaire depuis le 1er juillet 2016[124] ;
- le stade d'athlétisme Nelson-Paillou[125] ;
- le complexe sportif Jules-Ferry : un terrain synthétique, un terrain stabilisé, trois salles omnisports[126] ;
- la salle Pierre-de-Coubertin : salle de gymnastique et d'escalade[127] ;
- l'espace Paul-Davené : deux terrains de tennis convertibles en dix terrains de badminton, deux terrains de football (un herbe, un stabilisé), un terrain de tennis extérieur[128], un boulodrome ;
- la croisette : parcours VTT[129] et terrain extérieur de tir à l'arc (tir FITA) ;
- la salle Dominique-Lerouge : salle dédiée aux sports de ballon (handball, volleyball, futsal, basketball) ;
- le centre culturel avec une salle de spectacle de 400 places et d'une salle polyvalente[130],[131] ;
- l'espace intergénérations, la médiathèque et la ludothèque[132] ;
- un centre de loisirs sans hébergement, Pierre-Rouzel, ouvert en 2004 dans un parc de 10 ha à proximité de la forêt et d'un parc[133] ;
- un cinéma associatif Le Saint-Michel[134].

En plus de ces équipements, on peut citer les autres parcs et espaces naturels pour la détente ou la pratique sportive : le parc des Senteurs, le parc Léo-Lagrange, le parc Pierre-Rouzel, le parc de la Guérinais, les étangs, les forêts de Rennes et de Liffré situés sur la commune (4 000 ha), le CRAPA, le parcours écologique, la coulée verte, le sentier du Point-du-Jour,,,,.
La commune compte une centaine d'associations sportives, de loisirs, sociales, d'anciens combattants, de quartier, de chasse, de parents d'élèves, de regroupements professionnels,. Parmi ces associations, on retrouve l'union sportive de Liffré (USL) qui compte 13 sections sportives dont une section de football gaélique : l'Entente gaélique de Haute-Bretagne championne de Bretagne en titre.
La ville de Liffré a reçu en 1995 le titre de ville la plus sportive de France dans la catégorie villes de moins de 30 000 habitants (concours organisé par le journal sportif français quotidien L'Équipe).

## Personnalités liées à la commune
- Michel Adam, rosiériste implanté à Liffré ;
- Pierrick Massiot, président du conseil régional de Bretagne de 2012 à 2015, a résidé à Liffré dans les années 1980 ;
- Clément Théaudin, ancien député et ancien maire de Liffré, vice-président du conseil général ;
- Thierry Turban, ancien joueur de football professionnel né à Liffré ;
- Étienne Tortelier, coureur cycliste professionnel ayant commencé le cyclisme à Liffré ;
- Jean-François Bachelot, ancien joueur de tennis professionnel ayant débuté au club de Liffré ;
- Alain Passard, chef de L'Arpège, restaurant trois étoiles parisien, ancien cuisinier au Lion d'Or à Liffré ;
- Loïg Chesnais-Girard, président du conseil régional de Bretagne depuis 2017, ancien maire de Liffré, de 2008 à 2017.
- Jean-Yves Guillemot, artiste peintre exposant régulièrement a la mairie[143].

## Lieux et monuments

### Patrimoine historique
- Hôtel de ville, construit dans la seconde moitié du XIXe siècle (1887) par l'architecte Tiran pour répondre au fort développement démographique de la commune et à l'affirmation de la place de Liffré dans le nouveau découpage administratif. Le bâtiment, dans le style des constructions de cette époque, comporte une grande horloge au fronton ; de grandes ouvertures du rez-de-chaussée sont le signe que l'édifice a par le passé accueilli les halles et la justice de paix[144]. En 1987, la mairie est agrandie et modernisée.

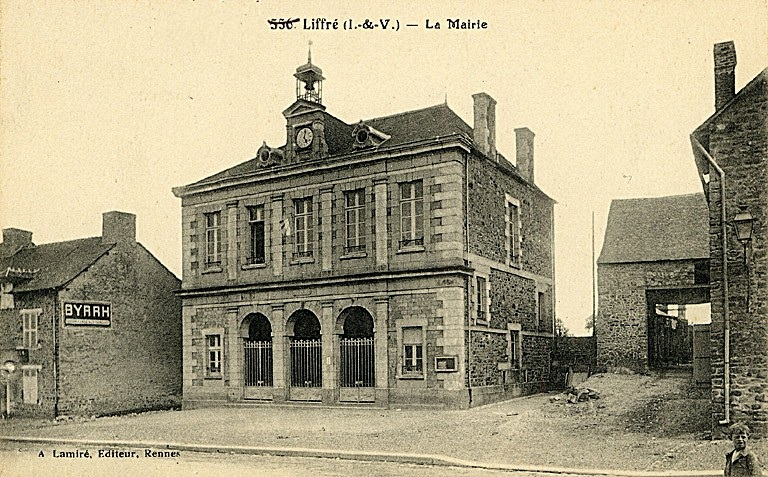
La mairie de Liffré au début du XXe siècle (carte postale).

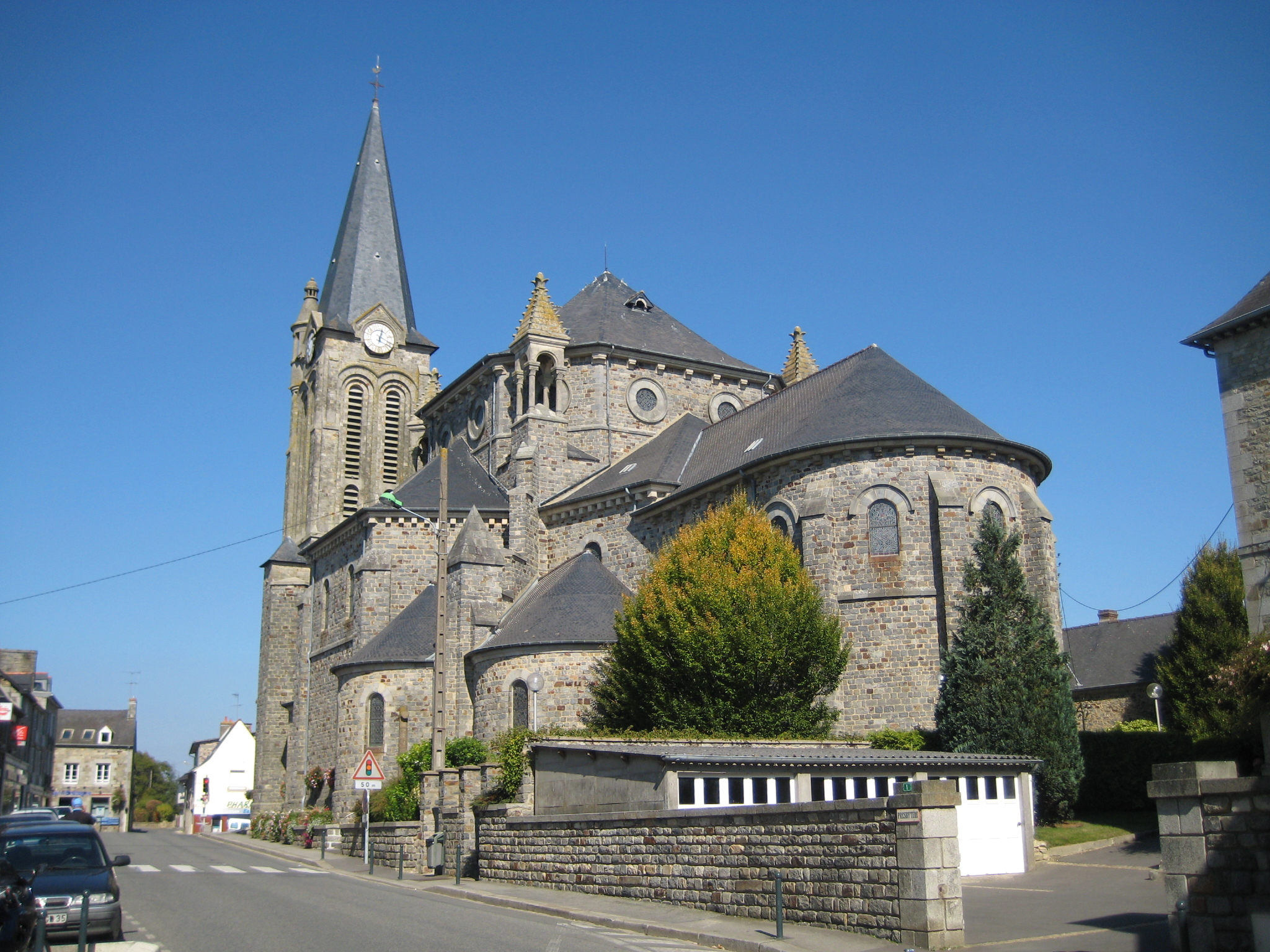
L'église paroissiale Saint-Michel de Liffré.

- Église Saint-Michel, dédiée à saint Michel, construite entre 1888 et 1891 par l'architecte Arthur Regnault est de style romano-byzantin[145]. Restée inachevée jusqu'en 1938, c'est l'architecte Hyacinthe Perrin qui termine les travaux, dont le haut du clocher avec une lanterne des morts. L'église Saint-Michel est inscrite au titre des monuments historiques par arrêté le 23 janvier 2014[146],[147],[148].
- L'ancien manoir de Champfleury (fin XVIIe siècle avec remaniement au XIXe siècle) ; c'est désormais un imposant ensemble agricole[149].

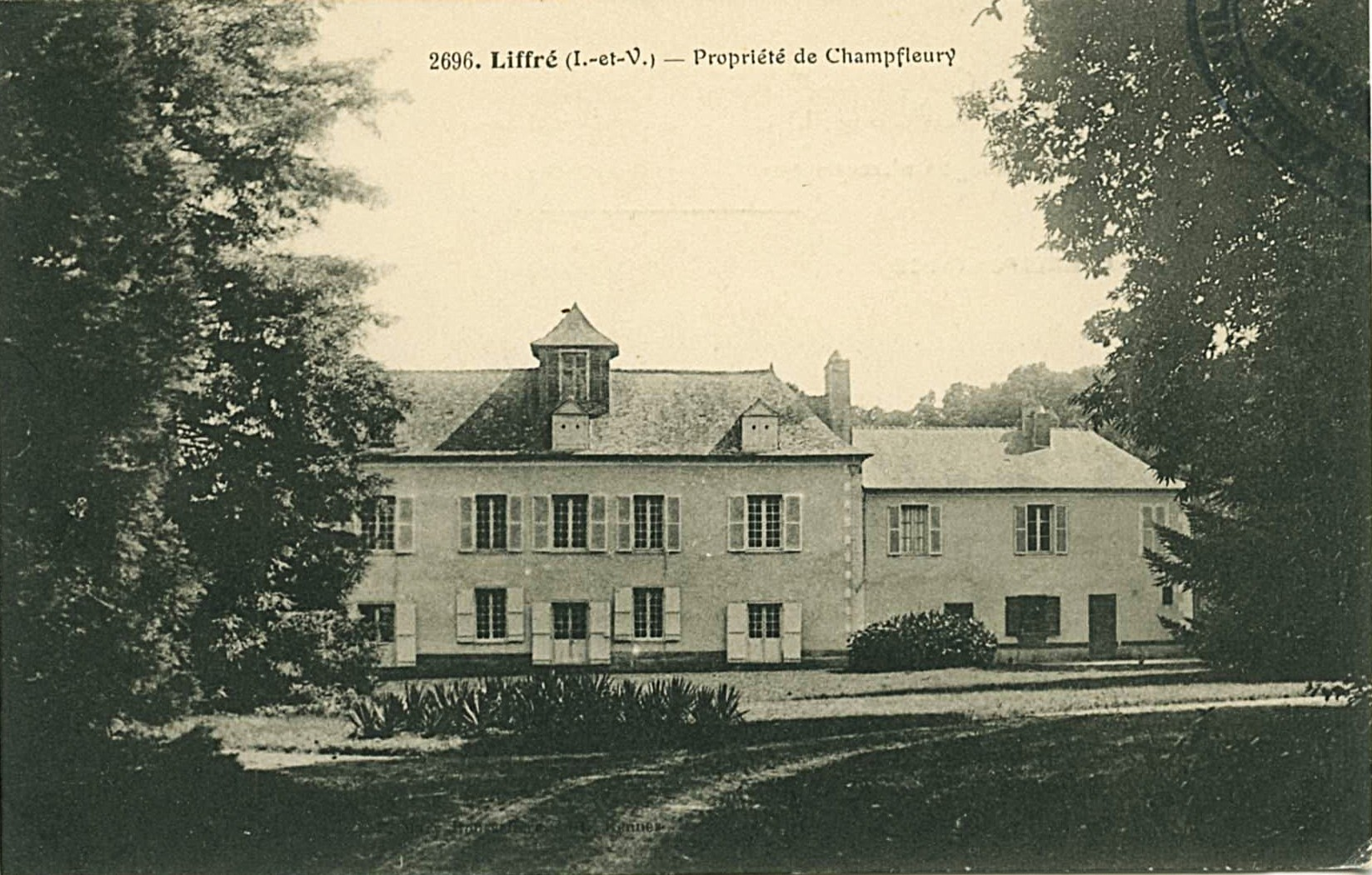
Le manoir de Champfleury au début du XXe siècle (carte postale).

- Le presbytère, construit en 1856 sur les plans de l'architecte Jacques Mellet.
- La maison, style chalet, de la Pouparderie, construite au début du XXe siècle sur la rive sud de l'étang de Sérigné[150].

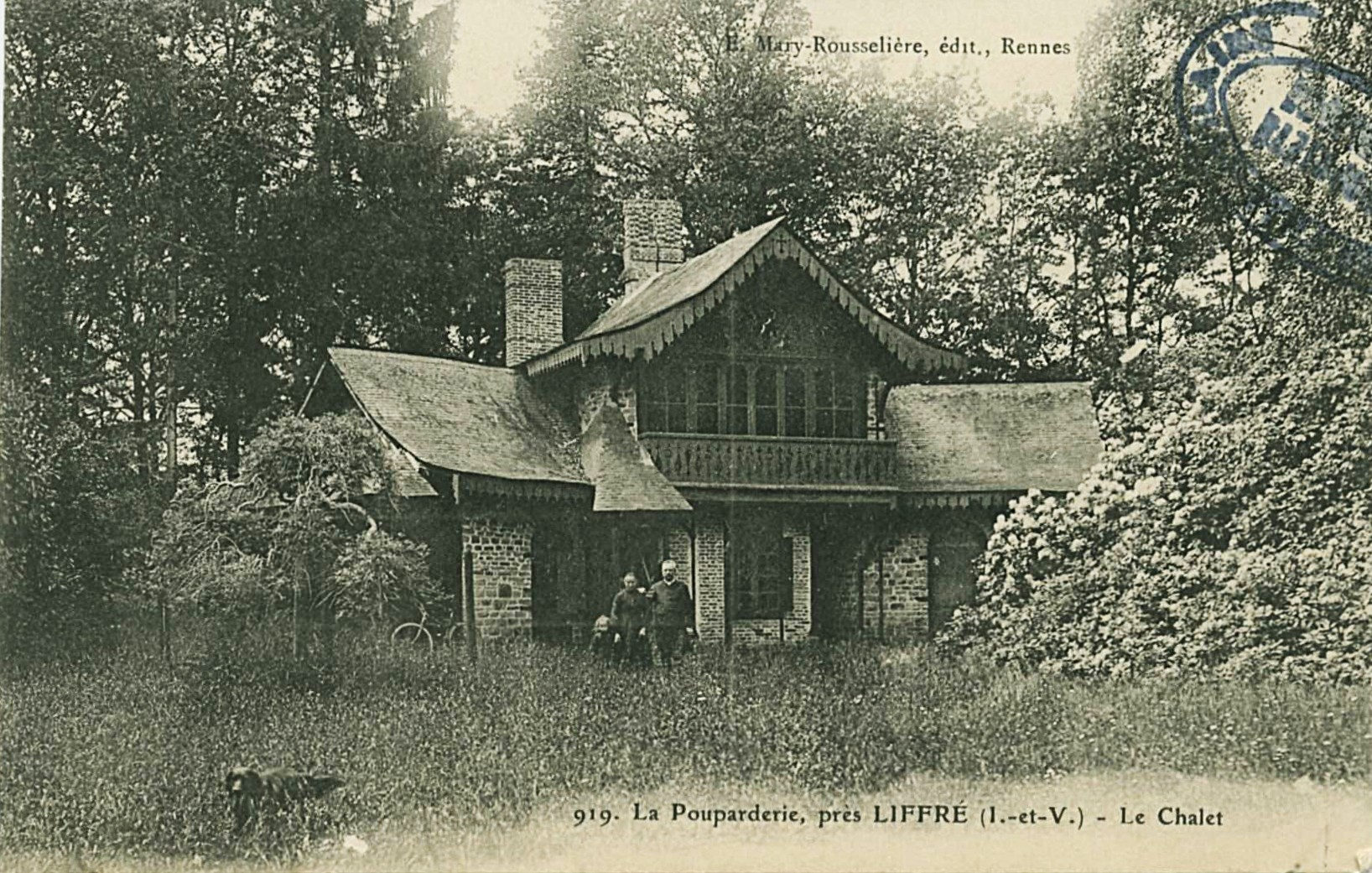
Liffré ː la maison, style chalet, de la Pouparderie, construite au début du XXe siècle (carte postale).

- de nombreuses maisons et fermes présentent un intérêt patrimonial[151].
- la croix et la fontaine Saint-Raoul se trouvent en forêt de Rennes près des ruines de l'ancienne chapelle Saint-Denis-de-la-Forêt ; elles commémorent l'endroit où Raoul de la Fustaye [Raoul de la Futaie], fondateur de l'abbaye de Saint-Sulpice-la-Forêt, ancien moine de l'abbaye Saint-Jouin de Marnes, aurait vécu en ermite avec son compagnon Aubert au milieu du Moyen-Âge[152].

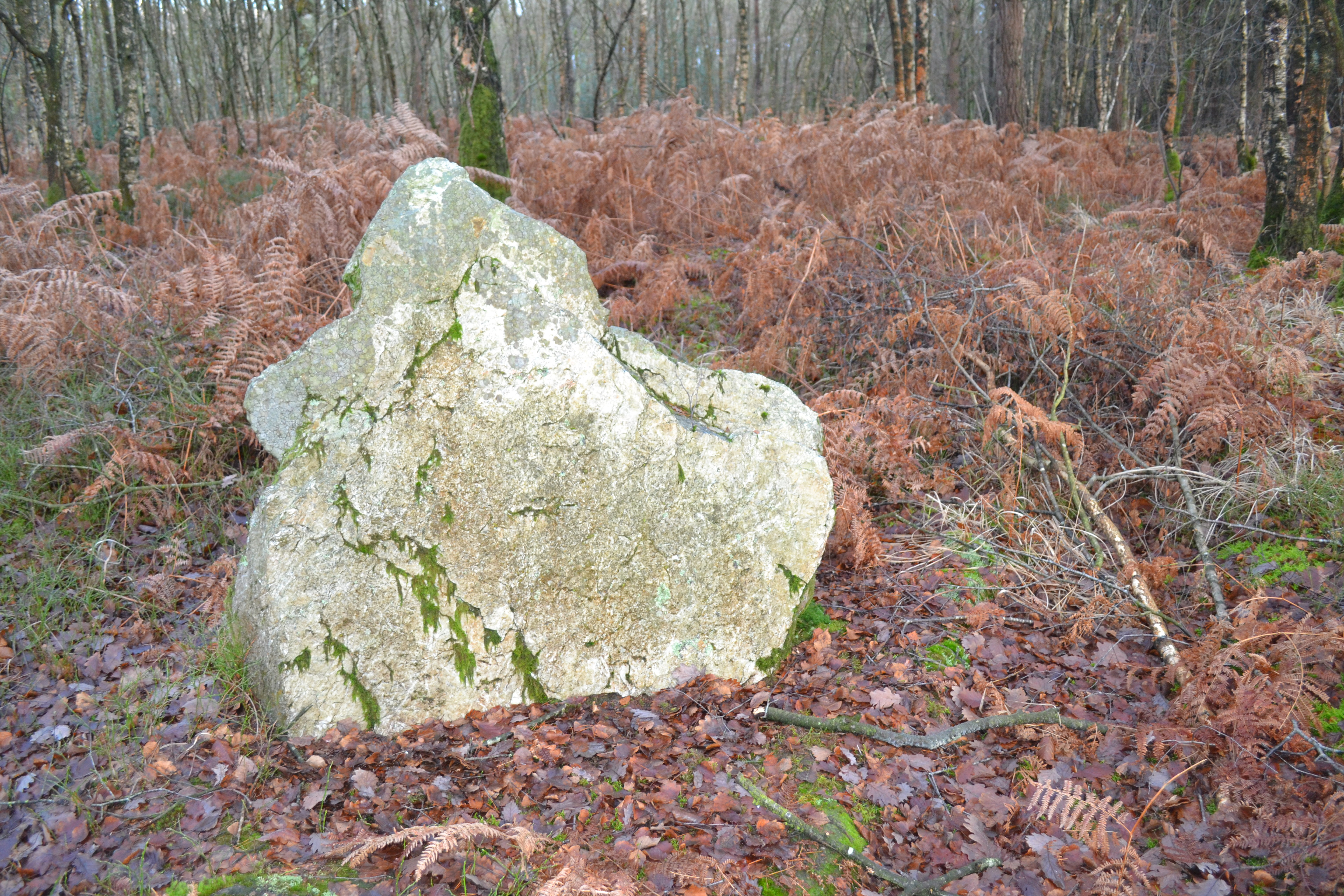
Le menhir des Brosses (en 2017).

- Sites mégalithiques de la commune : 
  - le dolmen de la Daguinais ;
  - les mégalithes du Carrefour de la Grande Lune ;
  - le « possible » menhir des Brosses, découvert en 2005 lors d'une prospection menée par le CERAPAR (Centre de recherches archéologiques du Pays de Rennes), est un bloc pyramidal de quartzite de 1,20 m de hauteur, 1,50 m de largeur et 0,75 m d'épaisseur[153],[154].

### Patrimoine naturel
Du point de vue de la richesse de la flore, Liffré fait partie des communes du département possédant dans leurs différents biotopes un nombre important de taxons (espèces), soit 510 pour une moyenne communale de 348 taxons et un total départemental de 1 373 taxons (118 familles). Plus que ce nombre, il faut considérer 48 taxons à forte valeur patrimoniale (total de 207) ; 18 taxons protégés et 36 appartenant à la liste rouge du Massif armoricain (total départemental de 237).
- Les étangs :
  - Étang de Sérigné

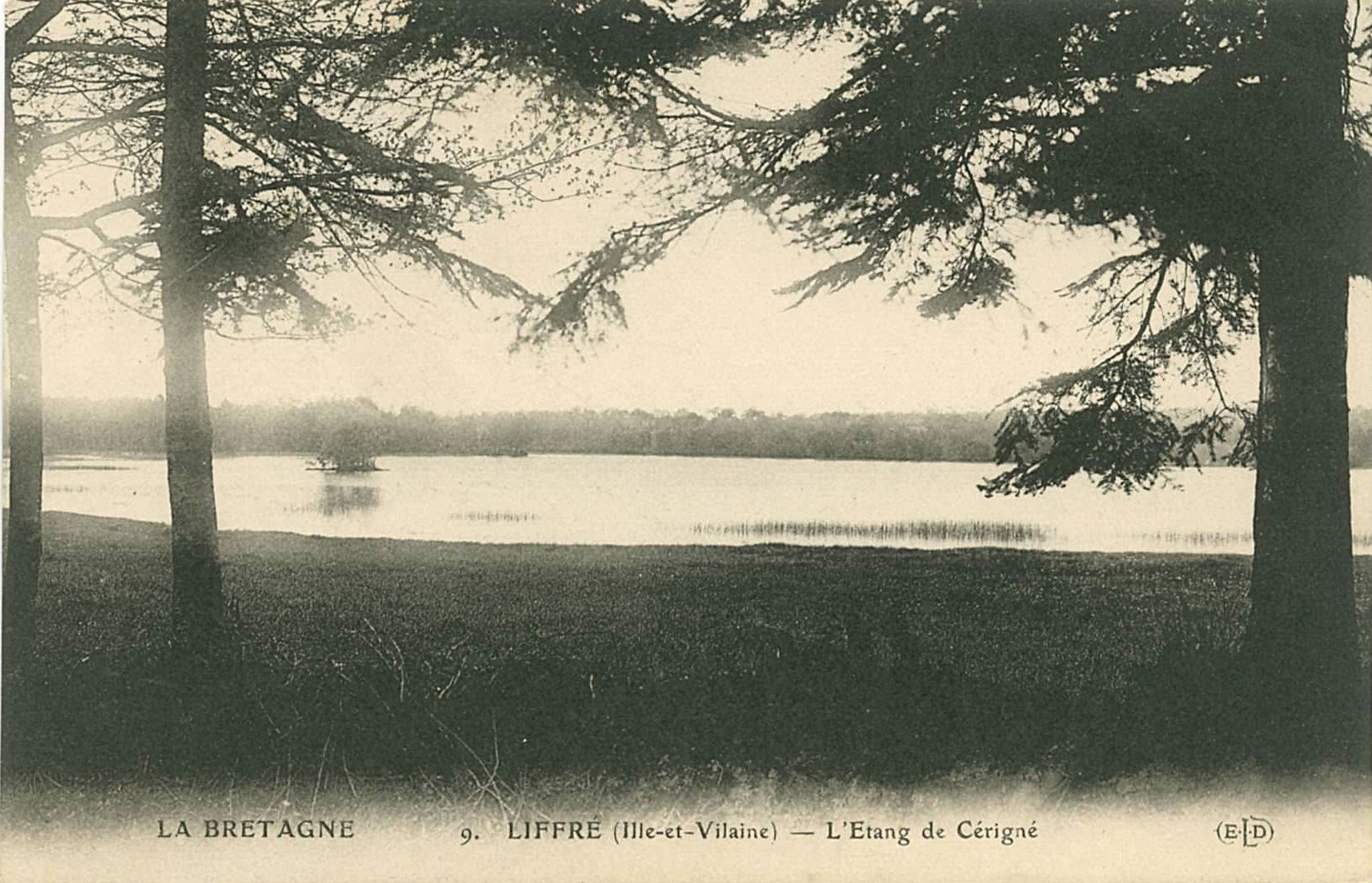
Liffré ː l'étang de Sérigné [Cérigné] au début du XXe siècle (carte postale).

- - Étang du Moulin (dit aussi "étang de Liffré"), un des étangs mésotrophes initiaux d'Ille-et-Vilaine[156],[157],[158].
  - Étang des Maffrais (en Forêt de Rennes).

### Patrimoine contemporain
Depuis les années 1980, la ville a développé une politique de commande et d'achat d'œuvres qui ponctuent le centre-ville de plus la mairie organise souvent des exposition mettant a l'honneur différant artiste de la commune ou des alentour.

## Manifestations culturelles et festivités
Tous les ans, Liffré organise la nuit du jeu, un petit festival le temps d'une nuit où de nombreux jeux sont proposés (jeux de plateau, jeux vidéo, jeux en bois, ...).
Une braderie se tient chaque année le deuxième weekend de septembre. Il rassemble 700 exposants particuliers et une trentaine de professionnels.
Le 17 septembre 2022, Liffré a accueilli la seconde édition du festival La Dinguerie, un festival pour les 15 à 25 ans qui est organisé chaque année dans une commune dans Liffré-Cormier Communauté.
Depuis 2013, le festival Stand N'Rock a lieu annuellement en juillet et met à l'honneur le rock.
Le festival Fenrir est un festival médiéval - fantastique qui a lieu chaque année au printemps au sein du parc Pierre-Rouzel.